# Пінськ
Пінськ, або Пинськ, Пинське (біл. Пінск, рос. Пинск, пол. Pińsk) — місто в Берестейській області на півдні Білорусі, центр Пінського району. Місто лежить у місці, де річка Піна вливається в Прип'ять. Населення 124 500 осіб. Протягом усієї своєї історії територія міста належала Русі, Речі Посполитій, Польщі, СРСР і тепер Білорусі. Історичний центр українського етнічного краю Пінщини.

## Етимологія назви
Гадають, що Пінськ пішов від назви річки Піна, над котрою побудоване місто (у місці її злиття з Прип'яттю). Назва самої річки — суперечлива справа. За однією версією, називати річку Піна стали від піни, що нею плавала[джерело?]. За іншою — від пин (спин) — зупинка, пристань, загата.

## Географія
Пінськ лежить за 180 км на схід від Берестя. Місто має залізничну станцію на лінії Берестя — Лунинець та річковий порт. Має сполучення з Києвом і Берестям. Пінськ — історичний центр Полісся.
Місто розміщене у гирлі річки Піни, що вливається в Прип'ять і відділяє місто від прилеглих боліт. У давнину болота були єдиним природним захистом від загарбників. Давніше Піна й Струмень (назва від поліщуків верхньої течії Прип'яті) зливались навпроти старого замку. Русло річки в межах міста врізане, завширшки 35-55 метрів.

### Клімат
Пінськ належить до зони вологого континентального клімату («Dfb» за класифікацією кліматів Кеппена). Через вплив морських повітряних мас для міста характерна м'яка зима й помірно тепле літо. Циклони переміщаються з Атлантичного океану із заходу на схід. Пересічна температура січня становить від -5,6 °C до −4,5 °C, липня від 18,4 °C до 18,5 °C. Річна амплітуда температур становить 24,0 °C. Річна кількість опадів — близько 597—630 мм. Кількість днів з температурою вищою за нуль становить 253. У середньому спостерігається 165 днів з опадами. Найменша кількість опадів спостерігається в лютому й сягає середньо 26 мм. Найбільше опадів випадає в червні — близько 86 мм. Різність в опадах між сухими та вологими місяцями становить 60 мм.
| Клімат                            | Клімат | Клімат | Клімат | Клімат | Клімат | Клімат | Клімат | Клімат | Клімат | Клімат | Клімат | Клімат | Клімат |
| Показник                          | Січ.   | Лют.   | Бер.   | Квіт.  | Трав.  | Черв.  | Лип.   | Серп.  | Вер.   | Жовт.  | Лист.  | Груд.  | Рік    |
| Середній максимум, °C             | −2,6   | −1,2   | 3,5    | 12,3   | 19,1   | 22,6   | 23,7   | 23,0   | 18,1   | 11,7   | 4,7    | −0,1   | 11,2   |
| Середня температура, °C           | −5,6   | −4,4   | −0,2   | 7,4    | 13,5   | 17,2   | 18,4   | 17,6   | 13,2   | 7,7    | 2,2    | −2,6   | 7,0    |
| Середній мінімум, °C              | −8,5   | −7,6   | −3,8   | 2,6    | 8,0    | 11,8   | 13,1   | 12,2   | 8,3    | 3,8    | −0,2   | −5,1   | 2,9    |
| Норма опадів, мм                  | 35     | 26     | 28     | 39     | 55     | 86     | 79     | 63     | 57     | 48     | 40     | 41     | 597    |
| --------------------------------- | ------ | ------ | ------ | ------ | ------ | ------ | ------ | ------ | ------ | ------ | ------ | ------ | ------ |
| Джерело: Climate-Data.org (англ.) |        |        |        |        |        |        |        |        |        |        |        |        |        |

## Історія

### Руська доба (XI століття— 1320)
Пінськ (Пінеск) уперше згадується 5 листопада 1097 року в «Повісті минулих літ» як місто Київської Русі.

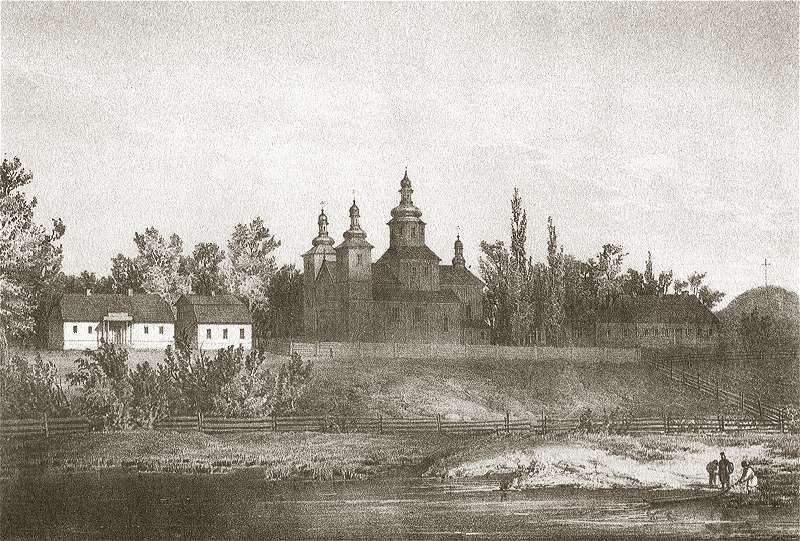
Лещанський монастир, Н. Орда

1174 рік — столиця самостійного Пінського князівства. У 1183 році літописи згадують князів пінських — Ярослава (1183) і Ярополка (1190). Тоді місто було в центрі Турово-Пінського князівства, мало торгові зв'язки з Волинню, Середнім Піддніпров'ям і Північним Причорномор'ям.
У першій половині XIII століття місто входило до Галицько-Волинського князівства, було опорним пунктом у боротьбі з нападами Литви. 1263 року вперше в письмових джерелах згадується православний храм при монастирі в передмісті Леща — прийдешнім релігійним і освітнім центром Пінщини.

### Литовсько-польська доба (1320—1793)
1323 року місто перейшло до Великого князівства Литовського.
1396 року, як загально вважається, у Пінську був заснований костьол францисканців.
У 1471 році в місті править князівна Марія — вдова Семена Олельковича, що вів свій рід від Гедиміна. Багато грамот дозволяють посилатись на першу письмову згадку сіл Пінщини.
1521 року великий князь Великого князівства Литовського Сигізмунд I Старий передав Пінськ своїй жінці королеві Боні. На Поліссі вона відома тим, що активно почала проводити перші аграрні реформи.
1556 року було ліквідоване удільне Пінське князівство, а сам Пінськ став повітовим центром Берестейського воєводства. 1527 року перед стінами пінського замку задержано похід загону татар, що зруйнували південно-східну частину Пінщини. Це був останній набіг татар.
12 січня 1581 року місто дістало магдебурзьке право і герб, в котрого «щит загострений вниз і пощерблений з боків, у червоному полі золотий лук, сталевий наконечник стріли націлений вправо». На початку XVII століття в Пінську започатковано православне братство зі школою.

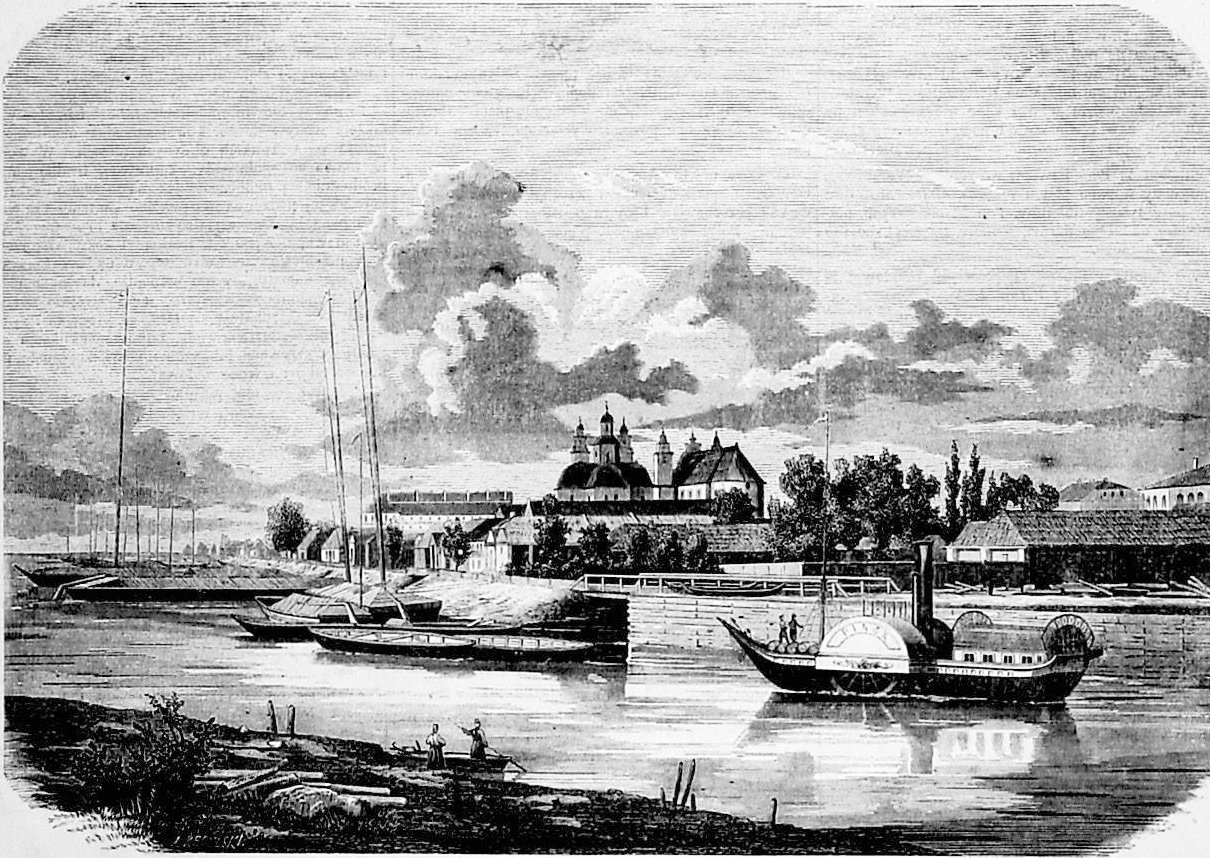
Пінськ у 1863 році

У 1630—1675 роках будується цегляний єзуїтський колегіум. 1648 року на Запоріжжі почалося повстання Хмельницького, що набуло характеру національної, релігійної та соціальної боротьби проти польської влади та католицької церкви, що гнобила православну. Восени 1648 року в Піську відбулося народне повстання на підпору національно-визвольної боротьби під проводом Хмельницького. 25 вересня 1655 року за війни Московщини з Річчю Посполитою (1654—1667) Пінськ захопив та розорив воєвода Ф. Волконський. Місцева шляхта на чолі з Лукашем Єльським закликала прилучити Пінський повіт до козацької держави. У 1655—1659 роках місто було центром Пінсько-Турівського козацького полку Гетьманщини.
1659 року в селі Городищі, неподалік від Пінська, започатковано монастиря бенедиктів, що пробутував до 1855 року. У 1705 році за кошти князя Михайла Вишневецького та його жінки Катерини започатковано монастиря бернардинців. Бутував у Пінську до 1832 року. 1706 року шведський король Карл XII зайняв Пінськ, пограбував і спалив місто. Зруйновано й бастіонний замок у передмісті Пінська Кароліні, що був створений для маршалка Великого князівства Литовського, а згодом відійшов до князів Вишневецьких.

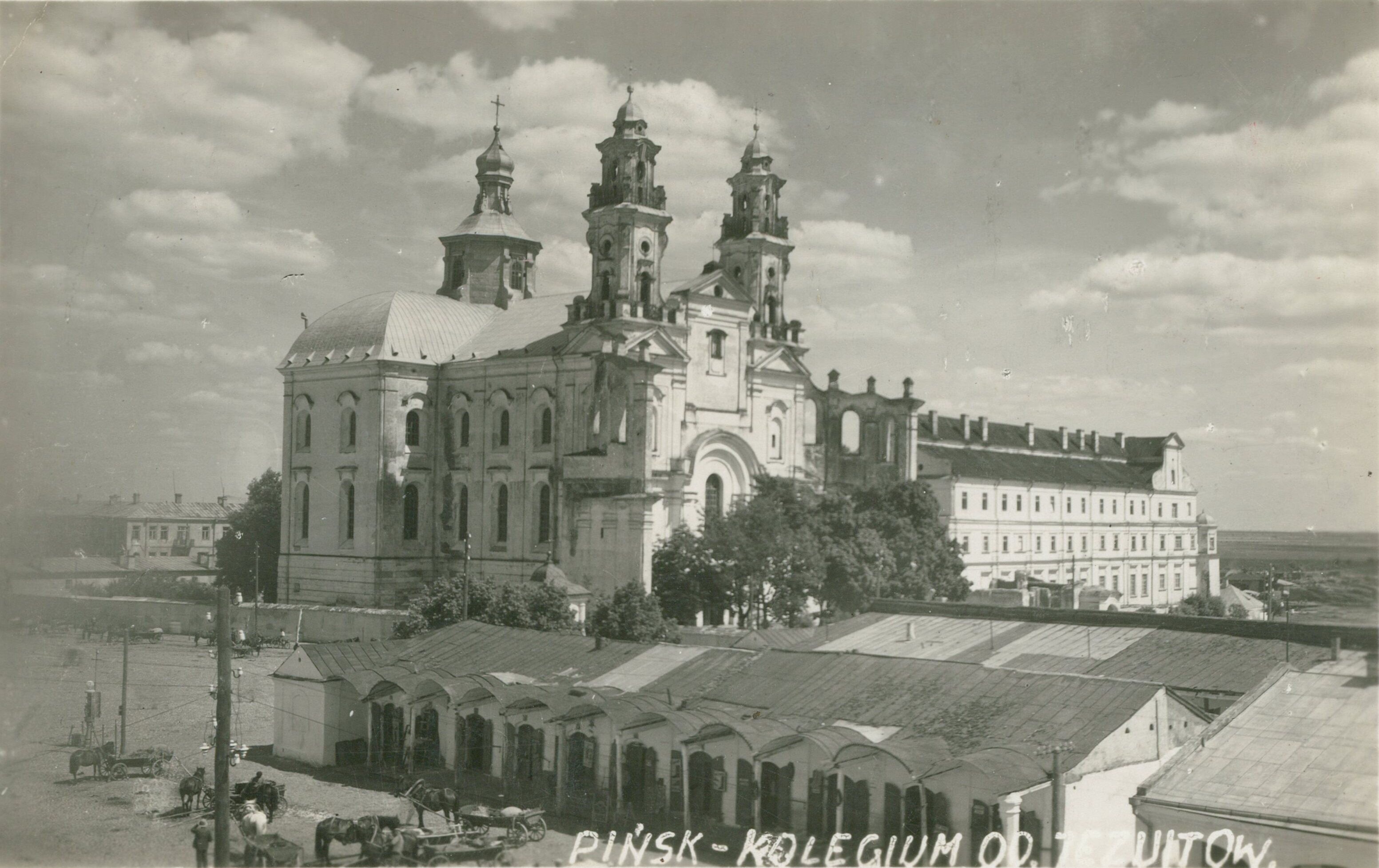
Колегіум єзуїтів (1930)

У 1710 році в Пінську, Парахонську, Плещицях, Морозовичах, Лопатині, Колбах побував Татищев Василь Микитович — автор п'ятитомової «Історії Російської», науковець, дипломат, мандрівник, державний діяч XVIII століття. У цьому самому році на Пінщині з указу Петра І він налагодив виробництво 30 гармат і 7 кораблів.
1782 року на північно-східній околиці пінського передмістя Каролин побудований кам'яний костьол, відомий тепер як костьол Карла Барамея. У 1784 році в Пінську побував король Речі Посполитої Станіслав Август Понятовський, що був на церемонії закладення першого каменя Палацу Бутримовича. 1791 року відбулась Пінська конгрегація — церковний собор вірян православної церкви в Речі Посполитій, що розпочав свою роботу в Богоявленському монастирі в Пінську. Завдання собору було розробити пропозиції щодо закріплення волі православної церкви від Росії, а ще емансипацію православного духовенства.

### Російська доба (1793—1917)
23 січня 1793 року після другого поділу Речі Посполитої місто долучено до Російської імперії. Пінськ відійшов до Мінської губернії як повітовий центр.
1812 року війна 1812 року торкнулася Пінщини. Загін полковника Жахова розбив у Пінську загін французів і як трофеї взяв гармати.
У 1831 році біля села Невеля царські війська розбили пінських повстанців під проводом Цітуса Пусловського. 1837 року в селі Поріччі (Паречча) почала діяти суконна фабрика Скірмунта.

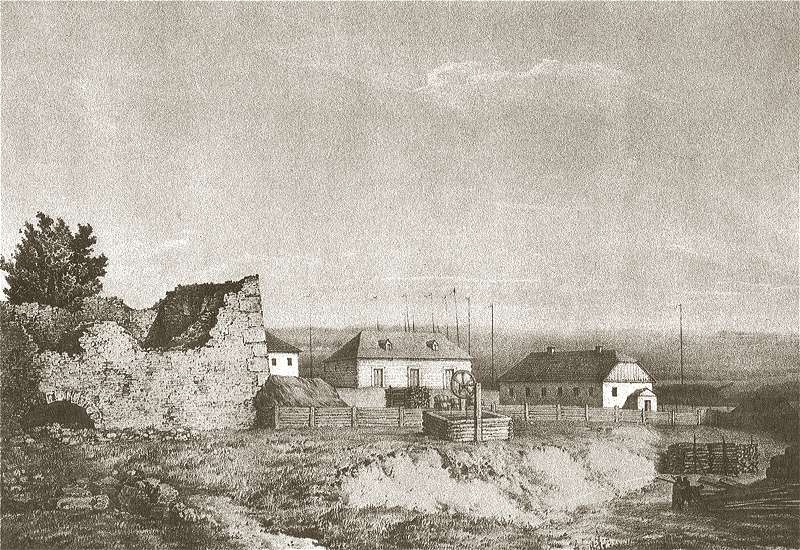
Руїни замку в передмісті Коралін. Н. Орда

1858 року поруч з Лящинським монастирем закладений Пінський міський парк. У 1860 році в селі Поріччі запрацював цукровий завод Скірмунта. 1863 року повстанський загін Ромуальда Трауґотта 12 й 13 липня зазнав тяжких утрат під Пінськом. У 1865 році подружжя Фляросів побудувало в Пінську лікарню.
У грудні 1884 року почався рух поїздів по залізничній гілці Пінськ — Лунинець. 1885 року в Пінську почав діяти судноремонтний і механічний завод. 1892 року австро-угорський капіталіст Гальперин побудував сірникову фабрику «Прогрес — Вулкан».
На початку XX століття в місті зароджується українське культурно-суспільне життя. Тоді в Пінську було 5 лікарень, 3 аптеки, 3 церкви, чоловічий монастир, 2 костьоли, 2 синагоги, поштово-телеграфна контора, тюремний замок, 22 фабрики й заводи з 1100 робітниками. Станція Поліської залізниці, судноплавства по Прип'яті. Окрім вантажної пристані, була пароплавна пасажирська з лініями Пінськ — Київ, Пінськ — Любяшав, Пінськ — Телехани. У місті працювали Азово-Донський комерційний банк, ресторація, театр, реальне училище, жіноча гімназія, 6 приходських шкіл, 2 початкових училищ, 2 приватні гімназії, 3 приватні початкові навчальні заклади, чоловіче духовне училище, книгарні, крамниці й усякі адміністративні установи.
1904 року березень, у Пінську з'явилася телефонна мережа. У 1910 році послугами телефонної станції користувалися 196 абонентів. У 1910—1916 роках у Пінську, згідно зі збірником «Попередній список періодичних видань Росії 1901—1916 рр.» видавалися «Пінський листок», «Пінський голос», «Телеграми», «Об'єднання». У листопаді 1911 року у місті почалися перші сеанси кіно.
У 1911 році в місті збирали кошти на пам'ятник Тарасові Шевченкові в Києві.

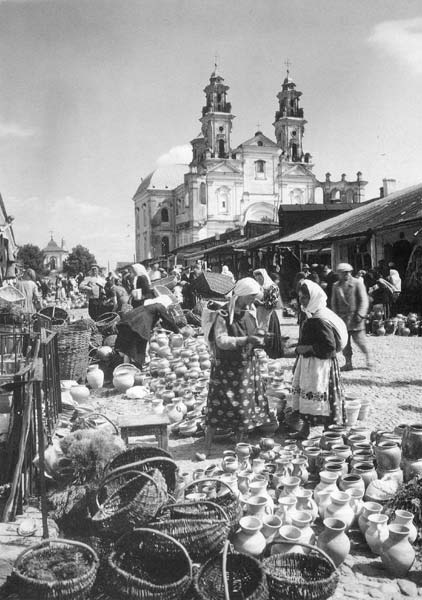
Ринкова площа, 1930-ті

У 1912—1914 роках у Пінську жив і працював народний поет Білорусі Якуб Колас. 15 вересня 1915 року, за Першої світової війни Пінськ зайняли німецькі війська.

### УНР (1918—1919)
У 1918—1919 роках Пінськ разом з повітом був в Українській Народній Республіці. За новим адміністративним поділом УНР місто входило до Дреговицької землі (центр — Мозир), на Пінськ ще зазіхала Білоруська Народна Республіка.

### Польська доба (1921—1939)
1921 року після Ризького мирного договору територія Західної Білорусі, у тому числі й Пінськ, відійшла до Польщі. Пінськ став центром Пінського повіту Поліського воєводства.
7 вересня 1921 року виникла велика пожежа. Вогонь знищив практично всю центральну частину міста.
У 1919—1939 роках у місті діяла філія «Просвіти», драматичні гуртки та інші осередки українського життя. У 1924 році заснований Пінський краєзнавчий музей, відкритий у 1926 році.
1929 року межі міста розширені коштом земель ґмін Пінковіче й Жабице
1936 року у Пінську відкривається велика сільськогосподарська виставка в міському парку «Лящі». Напередодні виставки видано «Informator m. Pinska» — такий собі довідник по місту 1936 року.
1 квітня 1939 року межі міста розширено коштом земель міщан із ґміни Хойно (на правому березі річки Піни).
20 вересня 1939 року частини Червоної армії за угодою з гітлерівською Німеччиною увійшли до міста. СРСР анексував Пінськ, долучивши його до БРСР. З 4 грудня місто — центр Пінської області. У жовтні під владою комуністів проводяться розстріли, ліквідація поляків та польської культури. Понад 500 поляків і білорусів розстріляно чи вивезено до Катині. Василь Корж і його поплічники з НКВС брали участь в убивствах людей.

### Білорусь (від 1939)

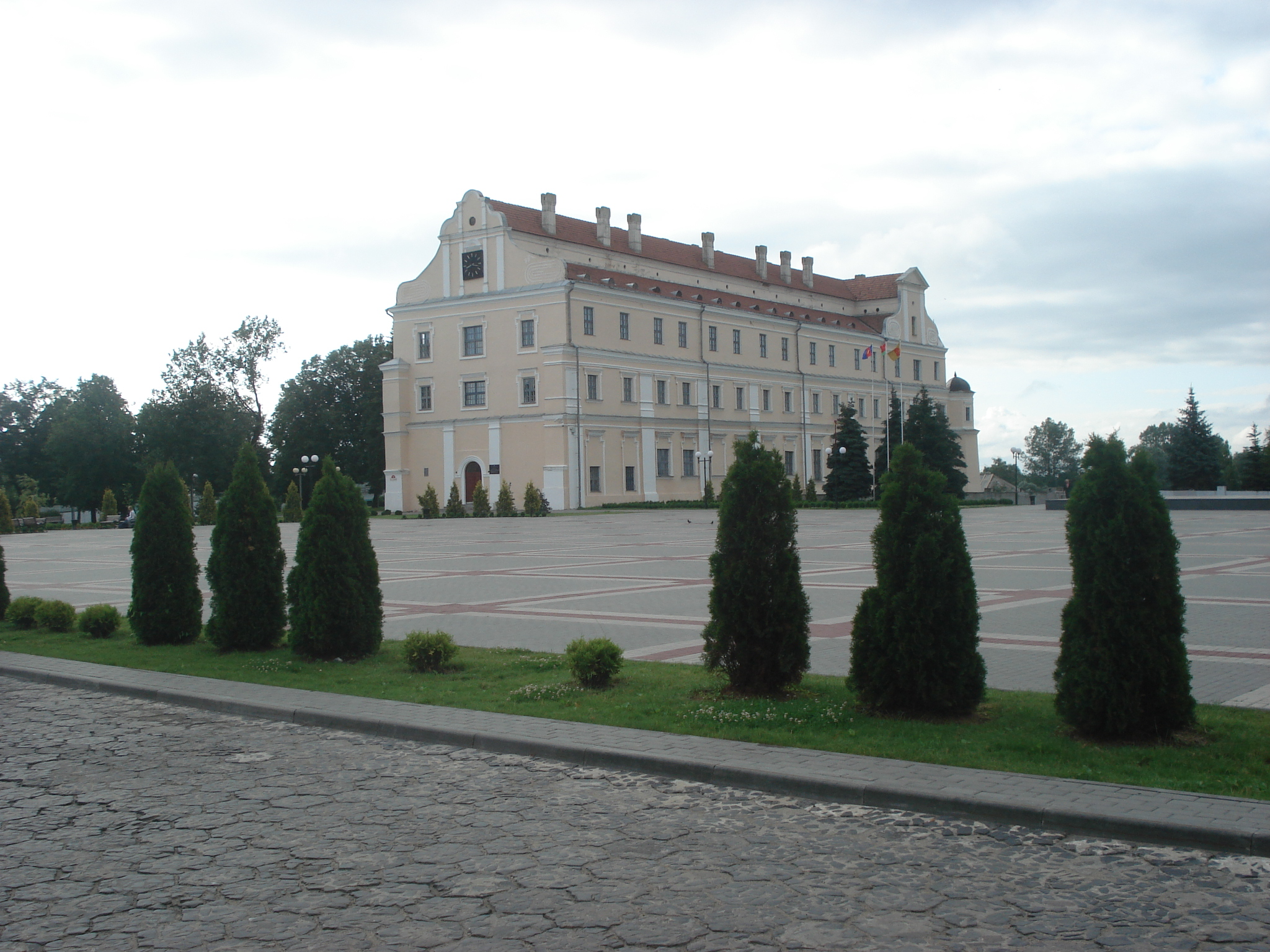
Центральна площа й колегіум єзуїтів

4 липня 1941 року за Другої світової війни до Пінська ввійшли німецькі війська. 1 вересня 1941 року місто стало центром Пінської округи генеральної округи Волинь-Поділля Райхскомісаріату Україна. Під час Другої світової війни німецький гарнізон у місті становили 2500 солдатів Вермахту та рота РОА.
Поблизу Пінська та в самому місті діяли підрозділи УПА. На Пінщині діяло ОУН, що належало до Пінського надрайону «Степ», провідник — «Вірний». 14 липня 1944 року Пінськ зайняли радянські війська. 1946 року в Пінську українські підпільники підірвали клуб з компартійними зборами.
10 серпня 1946 року почався рух по першому міському автобусному маршруту. 1953 року в Пінську встановлено перші чотири телефони-автомати. 1 серпня 1954 року ліквідовано Пінську область, Пінськ — районний центр Берестейської області. У 1956 році комуністична влада знищила видатний пам'ятник архітектури бароко — Костел Святого Станіслава, ринкову площу з торговими рядами й ренесансову Велику синагогу.
У 1960 році почали споруджувати автотрасу Пінськ — Столін. 1965 року в Пінську почали будувати комбінат верхнього трикотажу, відомого тепер як ТОВ «Полісся». У 1966 році почали споруджувати мікрорайон між вулицями Першотравневою й Центральною. 1972 року в Пінську закладено перший багатоквартирний дев'ятиповерховий житловий будинок. 30 грудня 1974 року в місті почали будувати завод «Кузлітмаш».

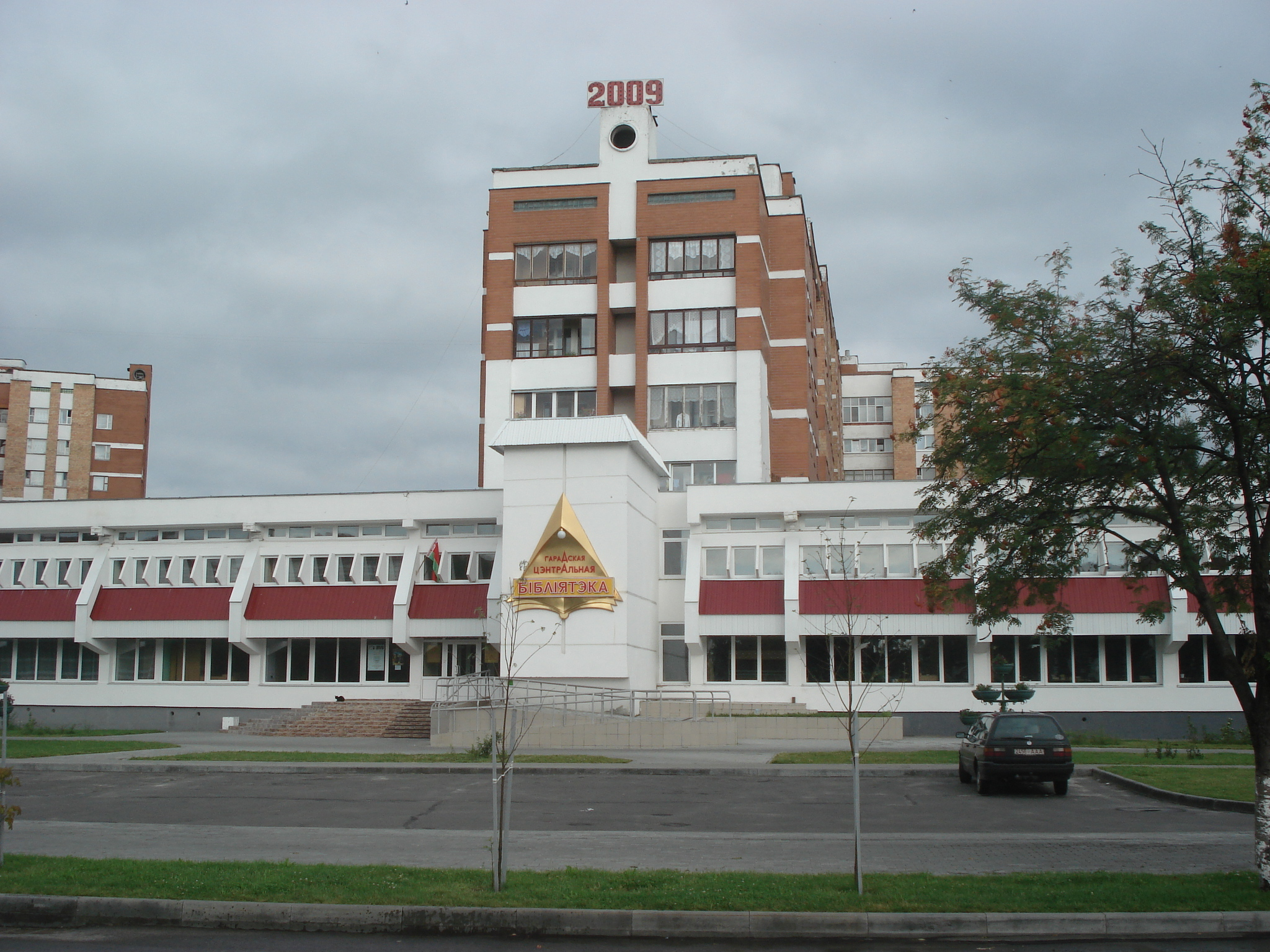
Центральна міська бібліотека

14 лютого 1981 року в Пінську відкрився новий кінотеатр «Перемога». 14 серпня 1983 року в місті відкрили спортивно-технічний комплекс на вул. Ракасовського. 17 березня 1984 року заселений перший житловий будинок в мікрорайоні «Північ-1» (Луги). 22 січня 1986 року введений в експлуатацію Пінський завод засобів малої механізації та металоконструкції Об'єднання «Поліссяводбуд» Міністерства меліорації й сільського господарства СРСР (нині ЗАТ «ЗСММ»). 17 січня 1987 року в Пінську відкрився будинок нового автовокзалу. 5 квітня 1987 року до нового Пінського порту пристало перше судно.
7 листопада 1989 року в Пінську відкрився новий будинок Центральної бібліотеки. 15 серпня 1992 року вийшла перша телепрограма пінського телеканалу «Варяг». У 2007 році під час реконструкції центральної площі міста були виявлені поховання, датовані приблизно XVII століттям.

## Населення

Пінські євреї читають Мішну. Фрагмент фотопраці «Пінські портрети»

| Зміна кількості населення Пінська (16—21 ст.) |
| --------------------------------------------- |

- XVI ст. — 5 тис. людей
- 1-а пол. XVII ст. — 30 тис. людей[24]
- 1825 — 4,2 тис. людей.
- 1841 — 6,8 тис. людей.
- 1860 — 8,6 тис. людей[24].
- 1861 — 11,3 тис. людей.
- 1870 — 18 тис. людей[24].
- 1887 — 22 967 людей (11847 чоловіків і 11120 жінок), в тому числі за статками: шляхти — 266 чоловіків і 275 жінок, духовників православних — 49 чоловіків і 37 жінок, духовників католицьких — 3 людини, купців і почесних громадян — 208 чоловіків і 224 жінок, міщан і цехових — 10806 чоловіків 10439 жінок, військовиків — 325 чоловіків, селянів — 190 чоловіків і 145 жінок, за віросповіданням: 2848 православних, 1082 католиків, 20 євангелістів, 19017 юдаїстів.[24]
- 1897 — 28 028 людей (13649 чоловіків і 14379 жінок)[25]
- 1900 — 29,5 тис. людей.
- 1907 — 34 756 людей[26].
- 1910 — 36 409 людей, у тому числі 26626 євреїв.[27]
- 1921 — 23,5 тис. людей.
- 1931 — 33,5 тис. людей, з них 73,5 % складали євреї, до 10 % — «руські»; поляків було декілька відсотків, в основному це військовики, ксьондзи, службовці, вчителі.[28]

- 1939 — 35,9 тис. людей.
- 1959 — 41,5 тис. людей.
- 1974 — 77,1 тис. людей.[29]
- 1986 — 112,6 тис. людей.
- 1993 — 123 тис. людей.[30]
- 1996 — 130 тис. людей.[31]
- 2000 — 132,6 тис. людей.
- 2006 — 129,9 тис. людей.
- 2007 — 131,0 тис. людей.
- 2008 — 130,8 тис. людей.
- 1 січня 2009 — 131,2 тис. людей.[32]

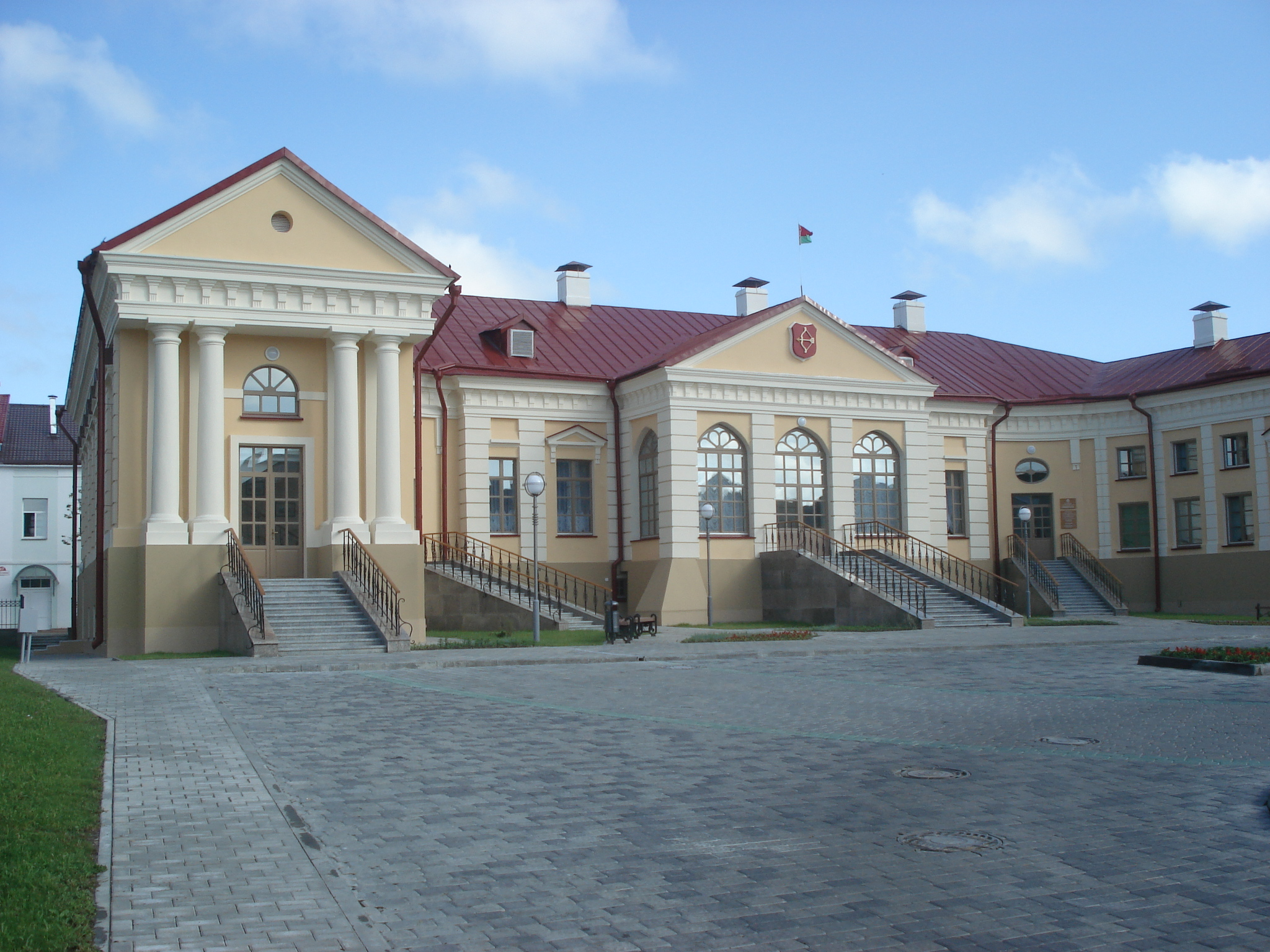
Пінський РАГС у палаці Бутримовичів

З перепису 1999 року відомо, що в Пінську жило понад 85 % білорусів, близько 9 % росіян, 3,5 % українців, 1 % поляків, 0,15 % євреїв.
Згідно з переписом населення Білорусі 2009 року чисельність населення міста становила 130 355 осіб.

### Національний склад
Розподіл населення за рідною національністю за даними перепису 2009 року:
| Національність                | Осіб   | Відсоток |
| ----------------------------- | ------ | -------- |
| білоруси                      | 117289 | 89,98 %  |
| росіяни                       | 7537   | 5,78 %   |
| українці                      | 2988   | 2,29 %   |
| національність не вказана     | 1260   | 0,97 %   |
| поляки                        | 681    | 0,52 %   |
| євреї                         | 146    | 0,11 %   |
| татари                        | 38     | 0,03 %   |
| азербайджанці                 | 36     | 0,03 %   |
| національність не повідомлена | 36     | 0,03 %   |
| вірмени                       | 35     | 0,03 %   |
| грузини                       | 26     | 0,02 %   |
| молдовани                     | 25     | 0,02 %   |
| литовці                       | 23     | 0,02 %   |
| німці                         | 22     | 0,02 %   |
| латиші                        | 19     | 0,01 %   |
| дві та більше національності  | 18     | 0,01 %   |
| таджики                       | 17     | 0,01 %   |
| узбеки                        | 16     | 0,01 %   |
| чуваші                        | 14     | 0,01 %   |
| болгари                       | 10     | 0,01 %   |
| естонці                       | 8      | 0,01 %   |
| казахи                        | 7      | 0,01 %   |
| афганці                       | 7      | 0,01 %   |
| кумики                        | 7      | 0,01 %   |
| інші                          | 89     | 0,00 %   |
| Разом                         | 130355 | 100 %    |

## Освіта

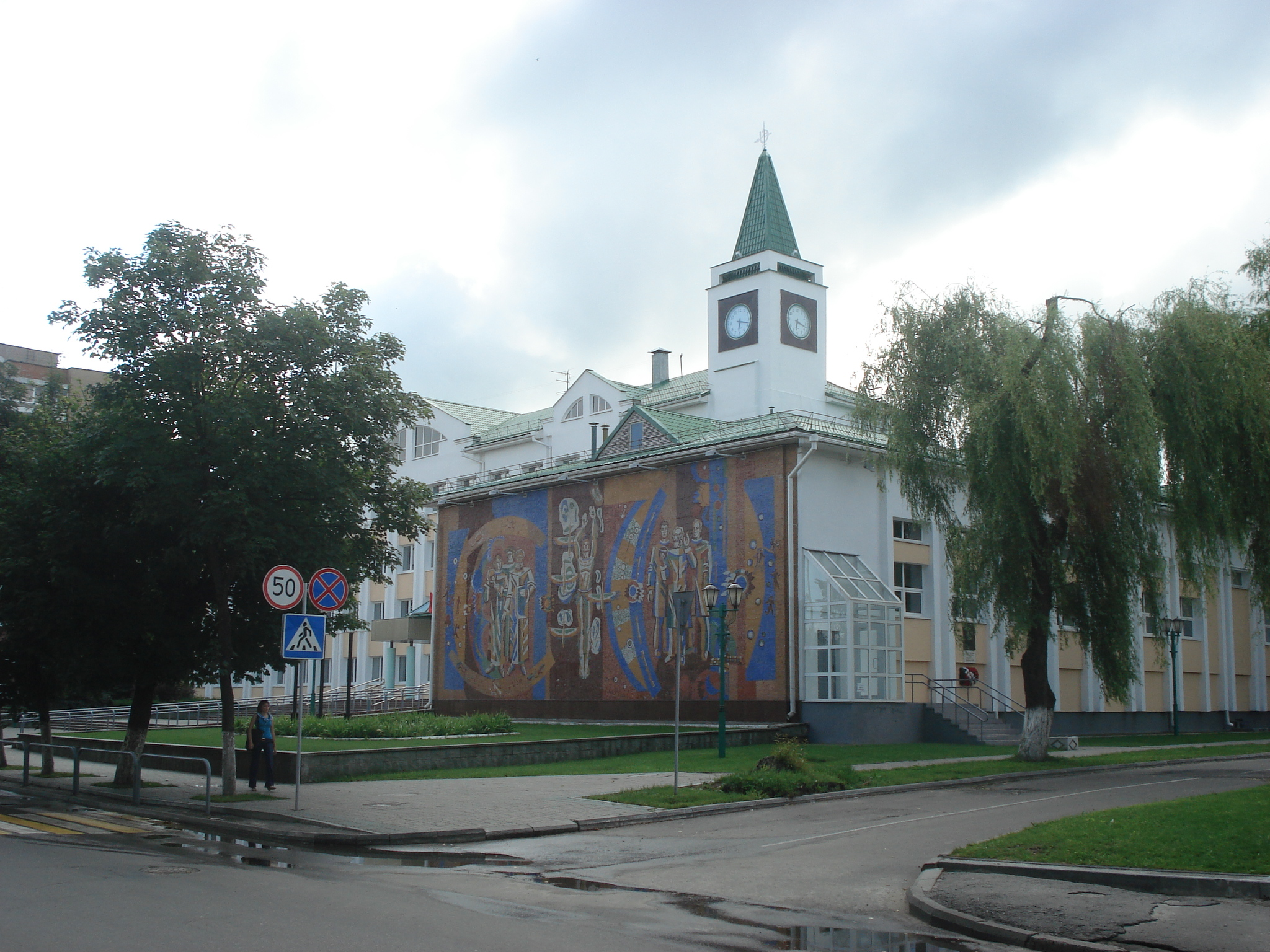
Поліський державний університет

У Пінську функціонують 35 дитячих дошкільних установ. Діють 3 позашкільні установи: Міський екологічний центр молоді, Центр технічної й художньої творчості молоді, Центр дитячого та юнацького туризму.
У місті працюють 14 загальноосвітніх шкіл і 3 гімназії, окрім того 2 музичні школи, дитяча хореографічна школа, школа образотворчого мистецтва. У сфері середньої спеціальної освіти представлені сім середніх спеціальних наукових закладів. У сфері вищої освіти — Поліський державний університет.

### Середня спеціальна освіта
- Пінський державний індустріально-педагогічний коледж
- Пінський державний педагогічний коледж імені О.С. Пушкіна
- Пінський державний гідромеліоративний коледж імені О.Я. Клещава
- Пінський державний медичний коледж
- Пінське училище мистецтв
- Пінський сільськогосподарський коледж

## Медицина
У Пінську розміщена низка спеціалізованих установ охорони здоров'я. У місті діє УЗ «Пінська центральна поліклініка» (1 філія), УЗ «Пінська центральна лікарня» (1 філія), УЗ «Дитяча лікарня» (1 філія), УЗ «Міжрайонний пологовий будинок» (2 філії), УЗ «Стоматологічна поліклініка» (1 філія).
У місті представлені філіями: «Міжрайонний шкірно-венерологічний диспансер», «Міжрайонний психоневрологічний диспансер», «Міжрайонний протитуберкульозний диспансер», «Міжрайонний наркологічний диспансер», «Станція переливання крові», «Спеціалізований будинок дитини», «Станція швидкої медичної допомоги».
Міська лікарня в Пінську — одна з найдавніших в Білорусі: в 2007 році вона відзначила своє 175-річчя.
Здійснює державний санітарний нагляд за забезпеченням санітарно-епідемічного благополуччя населення ДУ «Пінський зональний центр гігієни та епідеміології».

## Культура

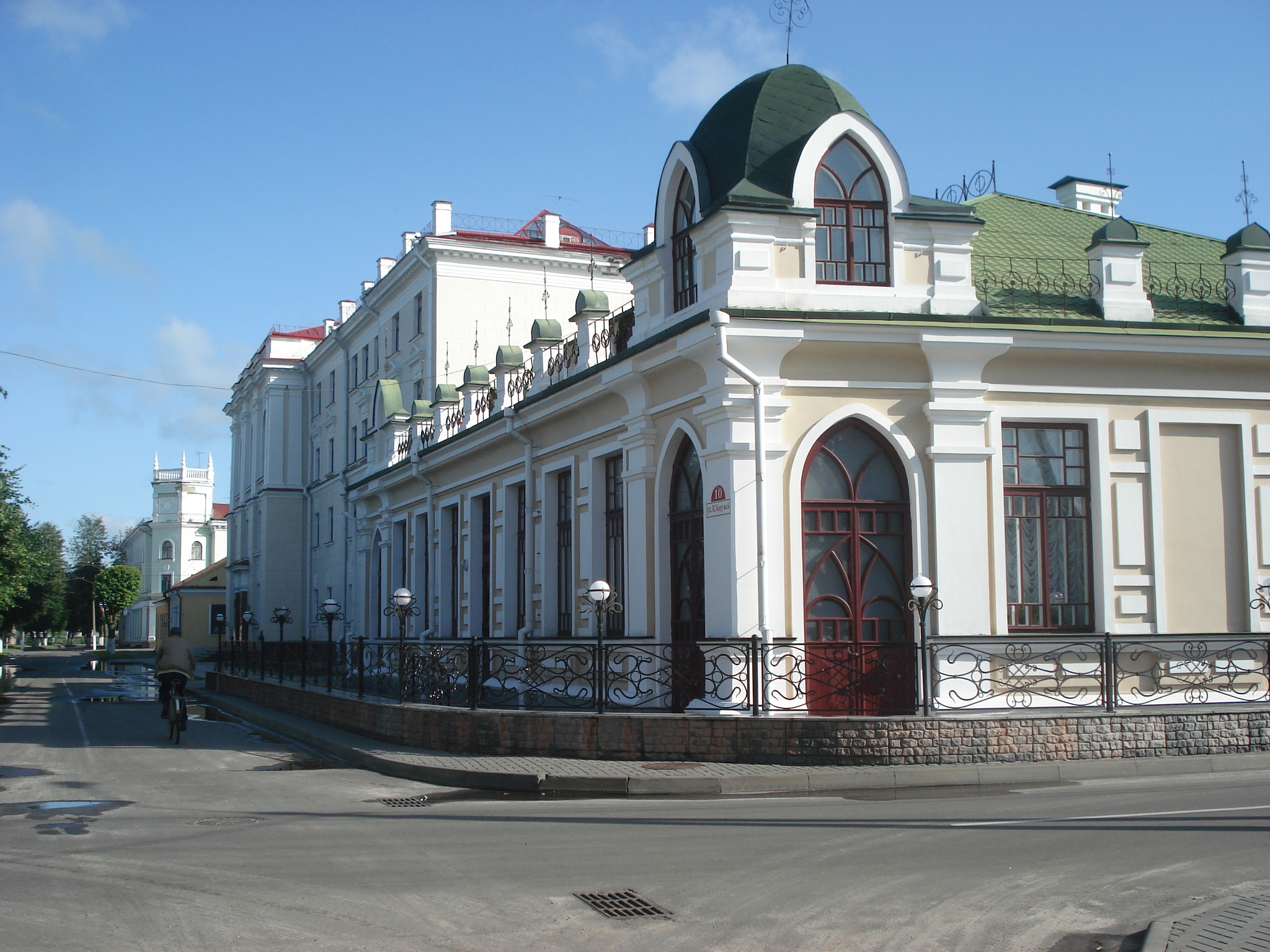
Поліський драматичний театр

У Пінську діють міський Дім культури, Палац культури «Трикотажник», Дім культури ЗАТ «Пінськдрев», державний Музей Білоруського Полісся, міський парк культури й відпочинку, Поліський драматичний театр, міська кіновідеомережа (кінотеатр «Перемога», відеотека), кіновідеопрокат, міська концертна зала. У місті працюють театр-студія «Діоген» і народний молодіжний театр «Візаві».
Діє централізована бібліотечна система, у котру входять: центральна бібліотека для дорослих, дитяча бібліотека і сім філій з загальним книжковим фондом у 600 тисяч примірників. У 1986 році побудована дитяча бібліотека, у фондах котрої понад 100 тисяч книжок.
У місті налічується понад 100 колективів художньої самодіяльності: хорові, хореографічні, театральні, інструментальні, вокальні, естрадно-циркові. 34 колективи мають звання «народних» і «взірцевих». Діє 5 навчальних закладів, в котрих учиться понад 1,5 тисячі люду, дитячі музичні школи № 1, № 2, дитяча хореографічна школа, дитяча школа образотворчого мистецтва.
Раз на два-три роки наприкінці весни — початку літа в Пінську проходить Міжнародний фест фольклору «Поліський хоровод». У останній місяць зими в Пінську традиційно проходять творчі зустрічі під загальною назвою «Лютневі музичні вечори». Раз на два роки у квітні проходить традиційне свято гітарної музики «Королівська фієста». Ще раз на два роки в травні проходить музичне свято «Віват, баян!». Улітку чи на початку весни на околицях Пінська проходить міжнародний мотофест «Пінськ».

## Спорт

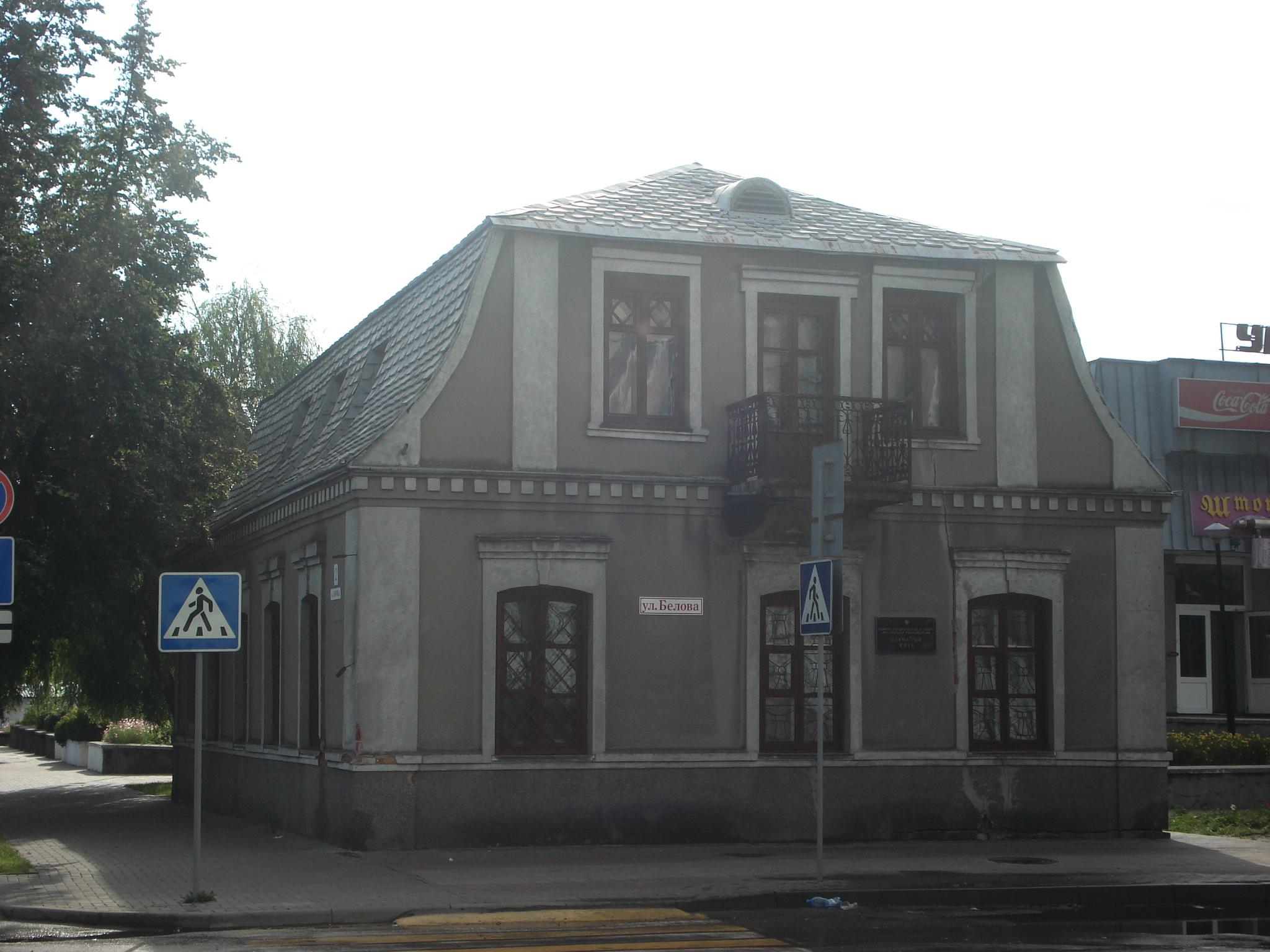
Шахово-шашковий клуб

У Пінську є Спеціалізована дитячо-юнацька школа олімпійського резерву з веслувальних видів спорту, вихованці котрої — олімпійські чемпіонки 1996 р. Тамара Давиденко, Ярослава Павловіч. Три чемпіонати Європи з мотоболу приймав за останні півтора десятиліття спортивний комплекс БілОСТТ.
Станом на 1 січня 2003 року в місті налічується 128 спортивних споруд. Серед них 3 стадіони з трибунами, 50 спортивних залів, 2 басейни, 11 міні-басейнів, 38 приладнаних осель. У спортивних школах міста заправляються з 30 тис. юних спортсменів з 15 видів спорту.
Пінськ — одне з найкращих спортивних міст Білорусі, у 2009 році зайняло 2 місце в цій номінації.
У місті працює шахово-шашковий клуб.

### Спортивний комплекс «Хвиля»
Універсальний спортивний комплекс «Хвиля» займає площу 32740 м² і об'єднує в собі футбольний стадіон з трибунами, медично-відновлювальний центр, льодову арену, басейни й універсальну спортивну залу. Одночасно його можуть відвідувати понад 5000 людей. Спортивна будова являє собою 2-3-поверховий комплекс з об'ємів всяких форм та розмірів.
Льодова арена «Хвилі» введена в експлуатацію 29 грудня 2007 року. Унікальність її в тому, що тут уперше встановлені гнуто-клеєні дерев'яні арки під дахом, що доти не вживано ніде в Білорусі. Основні параметри арени відповідають європейським стандартам: ширина льодового покриття — 29 м, довжина — 60 м. Загальна площа — 8450 м², число глядачів — понад 600 людей.
Басейни призначені не тільки для студентських занять, але й для всіх жителів Пінська. Як буде потреба, змагання можуть спостерігати близько 500 людей. Стадіон забезпечений новітнім інженерним обладнанням, його трибуни розраховано на понад 3000 глядачів.

### Футбольний клуб «Хвиля-Пінськ»
У місті є власний футбольний клуб «Хвиля» (заснований в 1987 році, називався «Комунальник» (1989—1996), «Пінськ-900» (1997—2005)). Домашні ігри проводять на стадіоні «Хвиля» (3100 місць). Срібний призер чемпіонату Білорусі в першій лізі та чотириразовий бронзовий призер чемпіонату Білорусі. За 18 сезонів, проведених у чемпіонатах і Кубках Білорусі, «Хвиля» зіграла 497 матчів: 238 перемог, 94 нічиї, 165 поразок, різність м'ячів 806:597 (станом на 1 січня 2009 р.).

### Мотобольний клуб «Автомобіліст»
Найтитулованіший клуб Білорусі. Команда заснована в 1979 році. Сімнадцятиразовий чемпіон Білорусі, шестиразовий срібний призер. 16 разів ставав володарем кубка Білорусі, срібний призер чемпіонату Східно-Європейської ліги 2007 року. Бронзовий призер 2006 року.

## Забудова
На початку XVII ст. у Пінську починає формуватись центр міста. Основу внутрішнього планування міста становили вулиці. Джерелами для їхніх назв ставали власні імені князів та міщан, географічні назви, природні умови місцевості, ремесла частини міщан, національна приналежність жителів. Ще з XVI ст. відомі окремі пінські вулиці: Велика Спаська, Замкова та інші. Вулиці мостили деревом. Це багато важило в дуже заболоченому місті. Бруківка на центральних вулицях Пінська з'явилася наприкінці XIX ст. У місті збереглася частина її стародавньої радіально-півколової плановки.

## Економіка

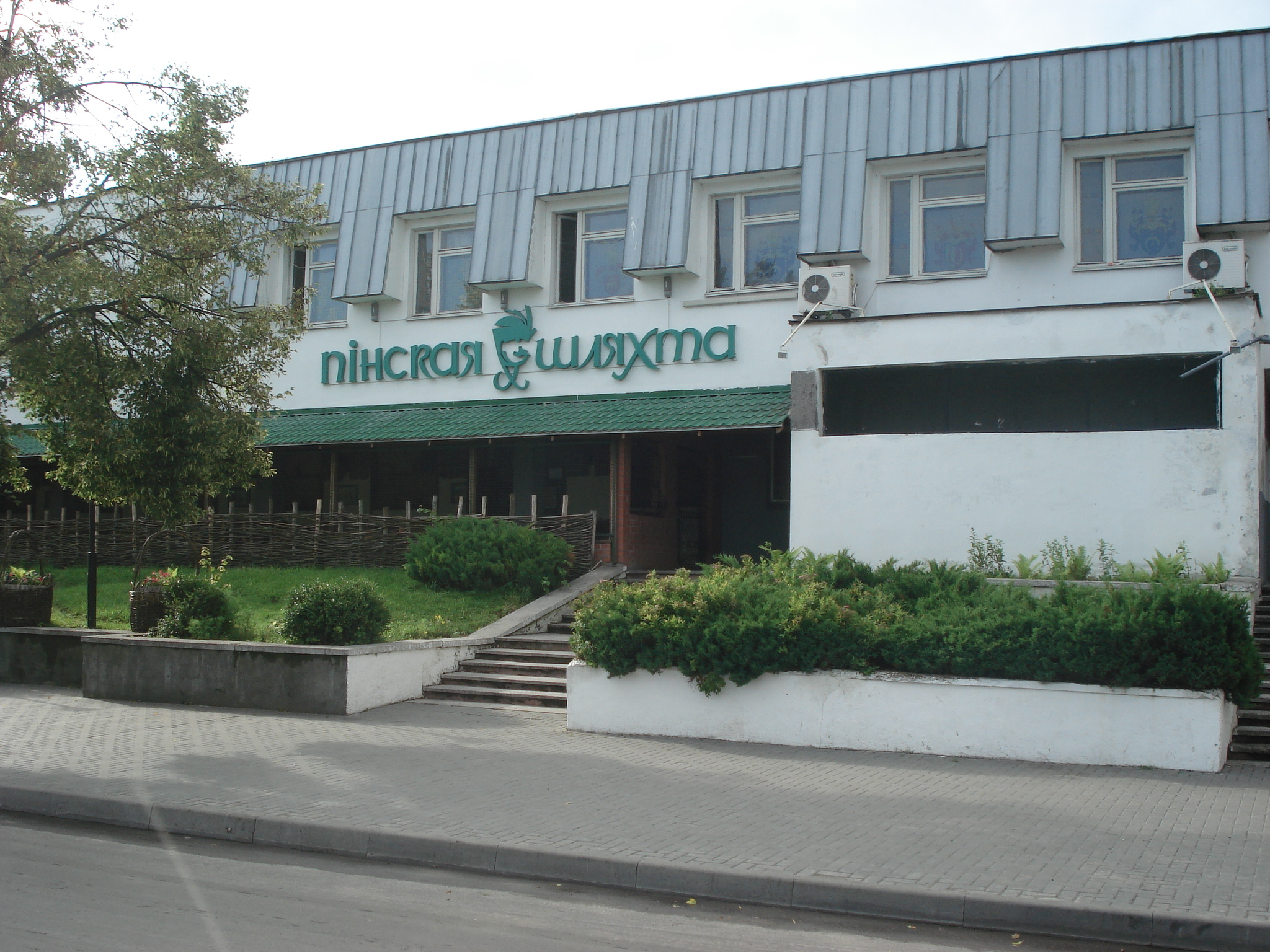
Ресторація «Пінська шляхта»

У місті працюють понад 50 промислових підприємств. Для розвитку економіки міста трудяться 57 000 людей, з них майже 20 тисяч в промисловості. У Пінську діють 20 спільних і 4 іноземних підприємств. Найбільше підприємство — Пінськдрев, найдавніше підприємство деревообробної промисловості в Білорусі.
Провідні галузі в економіці міста — лісова й деревообробна промисловість (37,2 % в межах міста), легка промисловість (27,8 %), харчова (17,1 %), машинобудівництво та металообробка (11,8 %), борошномельно-круп'яна і комбікормова промисловість (4,2 %). Працюють підприємства хімічної, мікробіологічної, поліграфічної та інших галузей.
Пінськ — місто-експортер. На частку промислових підприємств припадає майже 98 % експорту. Понад 45 % продукції, що випускається в місті, відправляється на експорт в 35 країн далекого та близького зарубіжжя. У 2008 році обсяг експорту склав 210 млн дол. США, позитивне зовнішньоторговельне сальдо склало 61 млн дол. США. Один із найважливіших економічних партнерів міста — Російська Федерація, на частку котрої припадає 72,1 % експорту.

## Транспорт

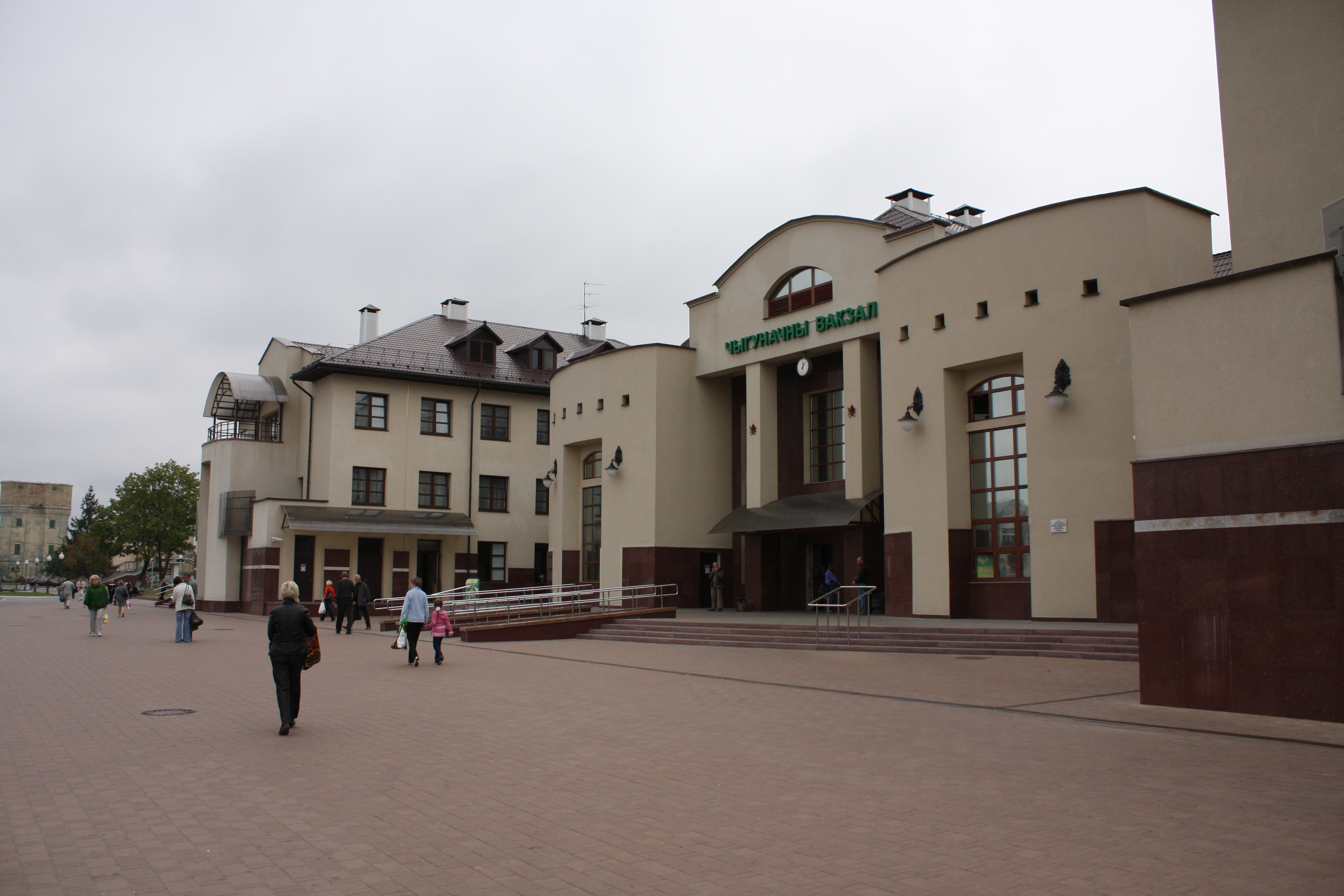
Залізничний вокзал станції

Пінськ — великий залізничний, автомобільний, річний транспортний вузол. Працюють два автопарки (пасажирський та вантажний), декілька автомобільних баз. Експлуатацією річки Піни займається РУЕСП «Дніпро-Бузький водний шлях».
Громадський транспорт у Пінську представлений автобусами й маршрутними таксі. Автобусна мережа Пінська відкрилася 10 серпня 1946 року й налічує тепер 21 маршрут. Рухомий склад — головно автобуси МАЗ 105, МАЗ 107,МАЗ 103 і Ikarus 280. Щодня на міські маршрути виходять понад 120 автобусів. Приміські й міжміські автобусні сполучення здійснюється з пінського автовокзалу. Автобусними маршрутами Пінськ сполучається з Берестям, Гродно, Мінськом та іншими великим містами Білорусі.
Залізнична станція Пінськ відкрилася у 1882 році. Залізничними маршрутами Пінськ сполучений з багатьма містами Білорусі, України та Росії. Потяги далекого сполучення прямують через Пінськ до Мінськ, Берестя, Гомеля, Вітебська. Приміські потяги прямують до станцій: Брест-Центральний, Дрогичин, Кобринь, Лунинець.

## Інформація для туристів

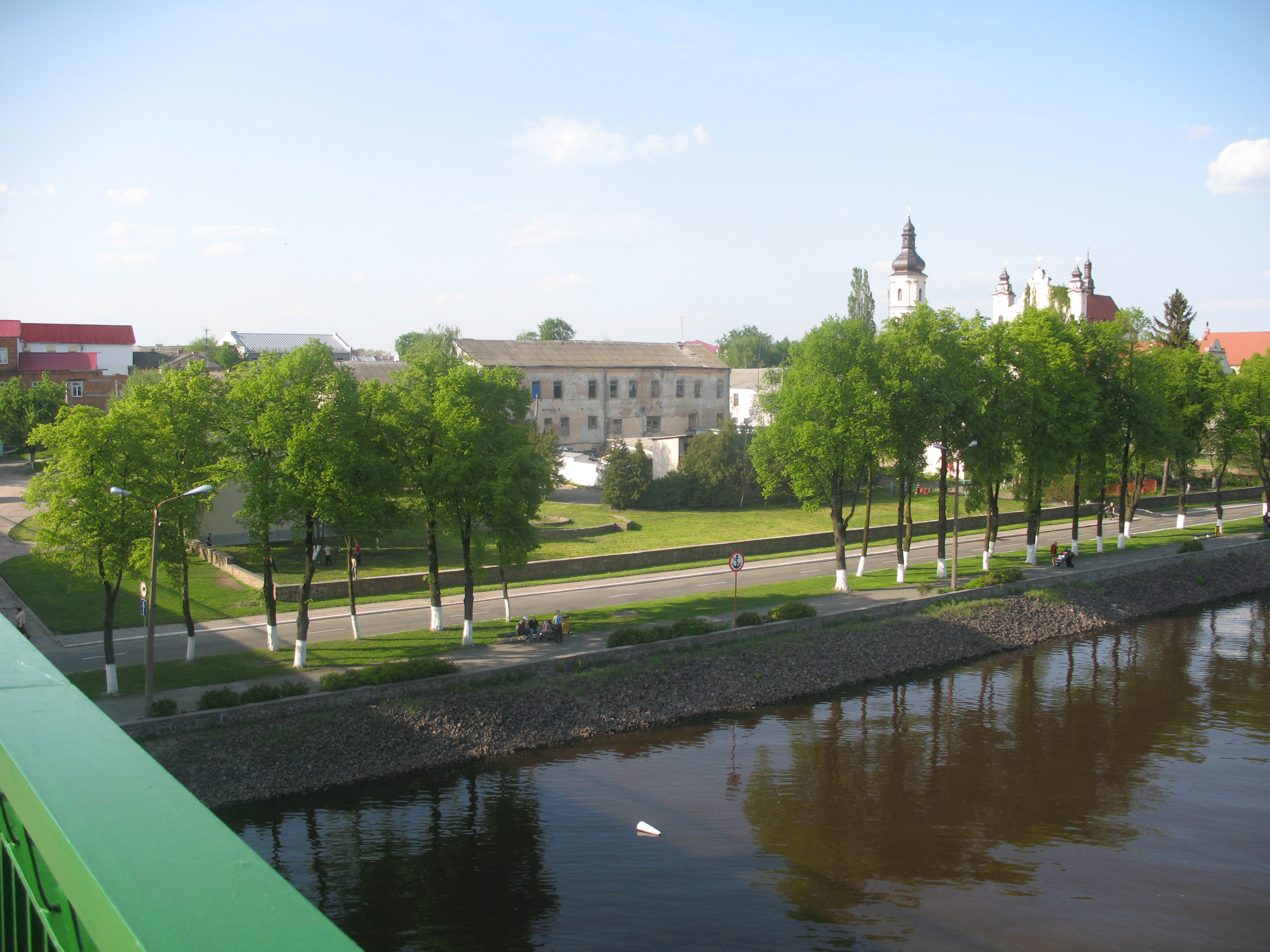
Краєвид з мосту через Піну

Пінськ — друге в Білорусі місто за кількістю збережених пам'яток архітектури після Гродно.[джерело?]
Протягом століть у Пінську зводили громадські й культові споруди, у котрих не тільки зберігались місцеві традиції й риси поліської архітектури передніших епох, але й уживали досягнень європейської архітектури. Численні війни та повстання, що пройшли через Пінськ, знищили більшість культурної спадщини міста.
Пінськ — перспективний центр туризму Білорусі міжнародного значення. У колишньому монастирі єзуїтів працює Музей білоруського Полісся.

### Готелі

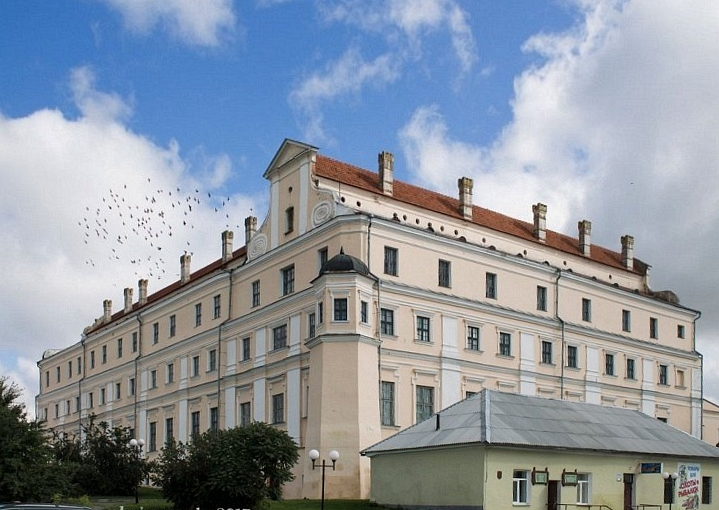
Колегіум єзуїтів

- «Аеліта»
- «Прип'ять»
- «Спорт»

### Пам'ятки археології
- Городище давнього Пінська.

### Пам'ятки природи
- Парк Лещанський (закладений у XVIII ст.)

### Історико-архітектурні цінності
- Колишній костьол бернардинів, тепер церква святої Варвари (1786)
- Історична забудова міста (XIX—XX ст.)
- Колегіум єзуїтів (1635—1675)
- Каплиця (XVII ст.)
- Костьол святого Карла Барамея (1770—1782)
- Костьол Успіння Пресвятої Діви Марії (1712—1730)
- Кляштор францисканців (XVIII ст.)
- Палац Бутримовичів (1784—1790)
- Синагога (1900)
- Садиба Осмоловських (XIX—XX ст.)

### Утрачена спадщина
- Каплиця святого Георгія (поч. XX ст.)
- Костьол Матері Божої Скорботної(1820)
- Костьол Пресвятої Діви Марії (1635)
- Костьол святого Домініка (1787)
- Кляштор бернардинів (XVIII ст.)
- Кляштор кармелітів (1734)
- Монастир Богоявлення Господнього (1596)
- Велика синагога (1506)
- Церква святого Федора (XII ст.)
- Церква святого Миколая (1823)

## Галерея

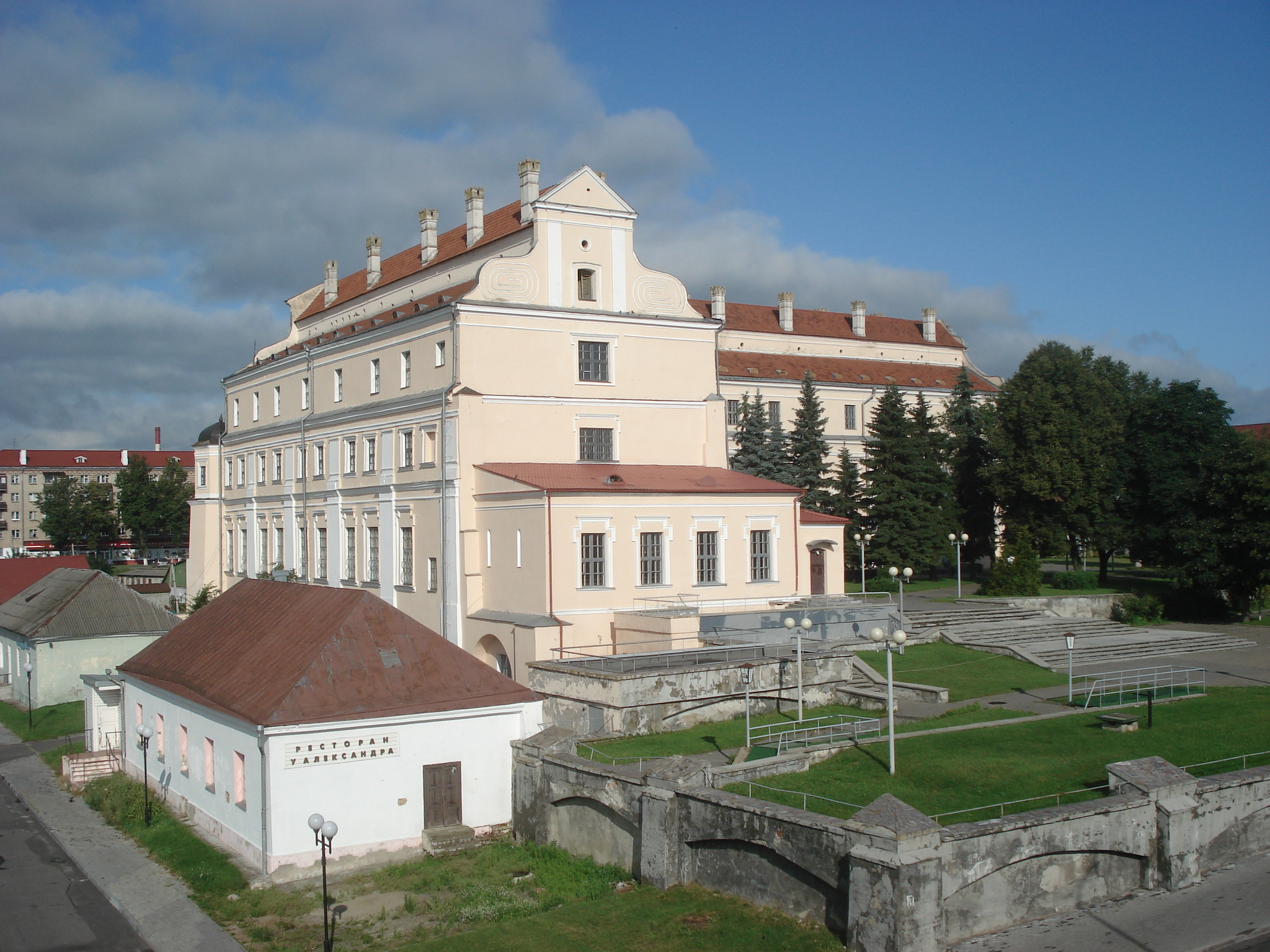
Колегіум єзуїтів
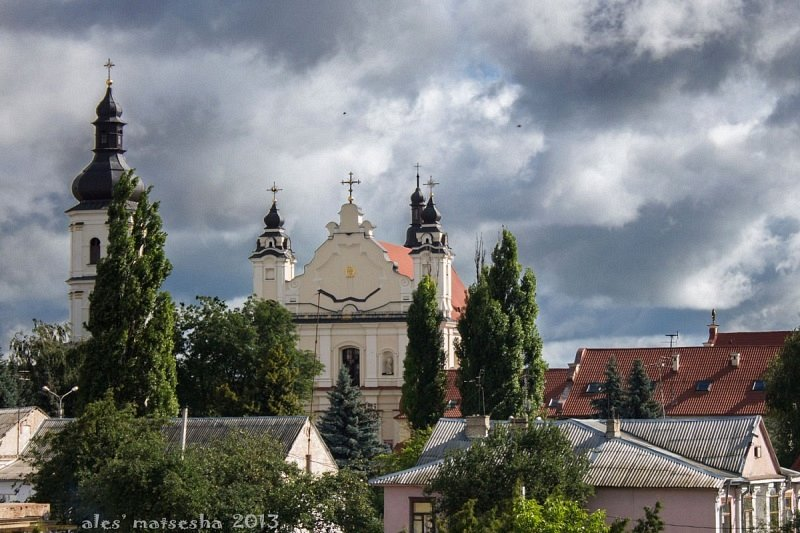
Панорама міста
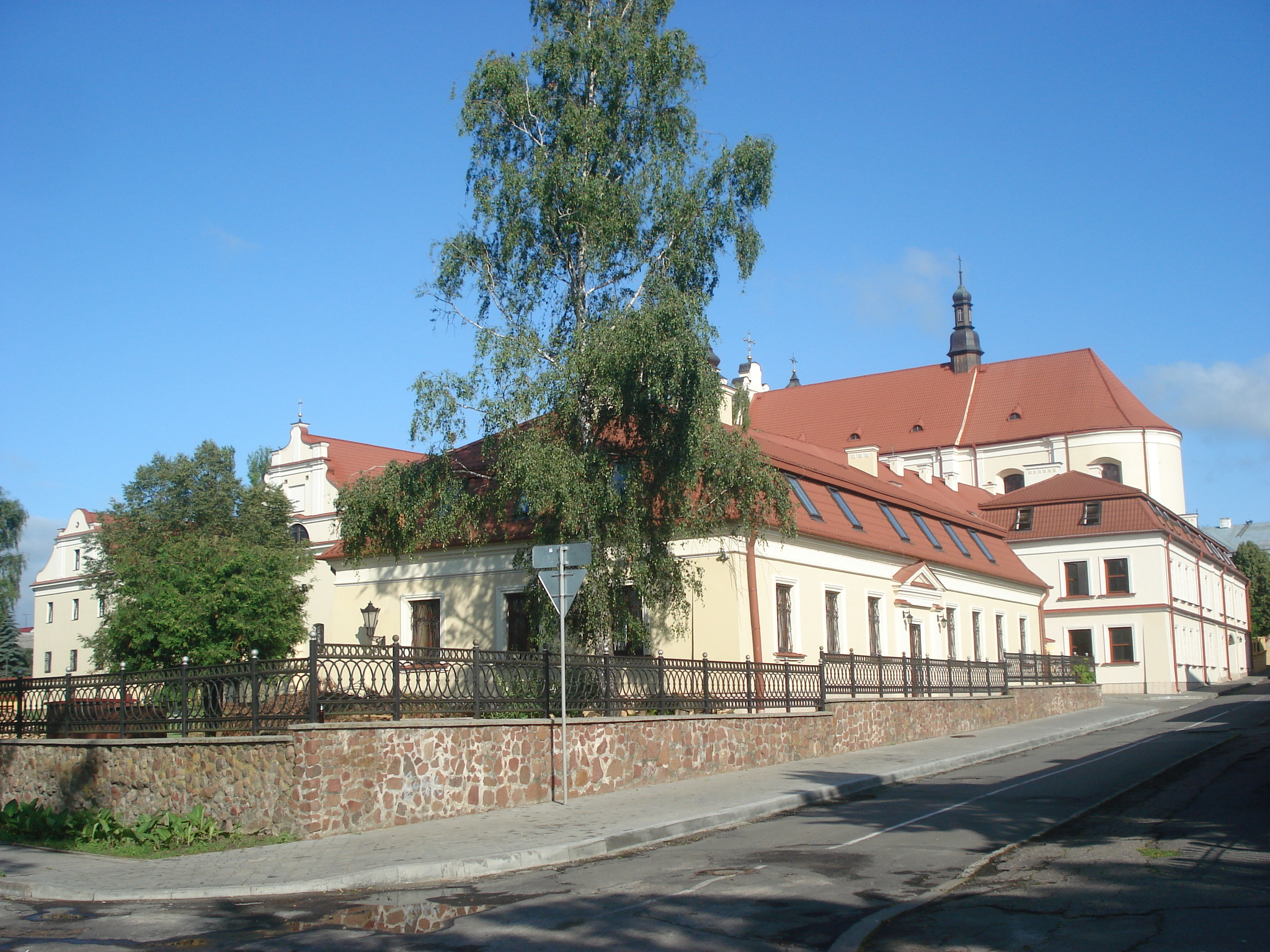
Кляштор францисканців
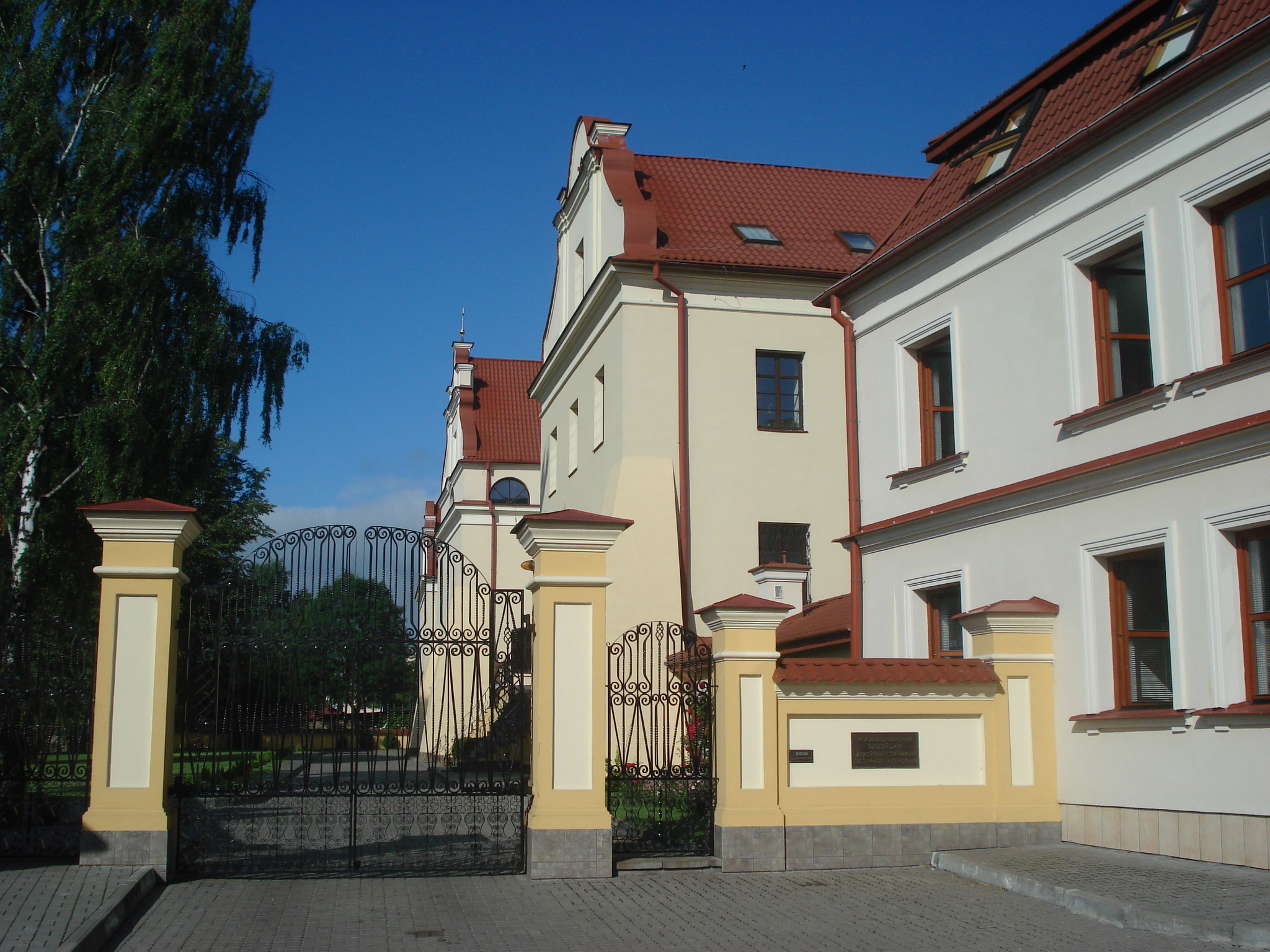
Бокові ворота монастиря францисканців
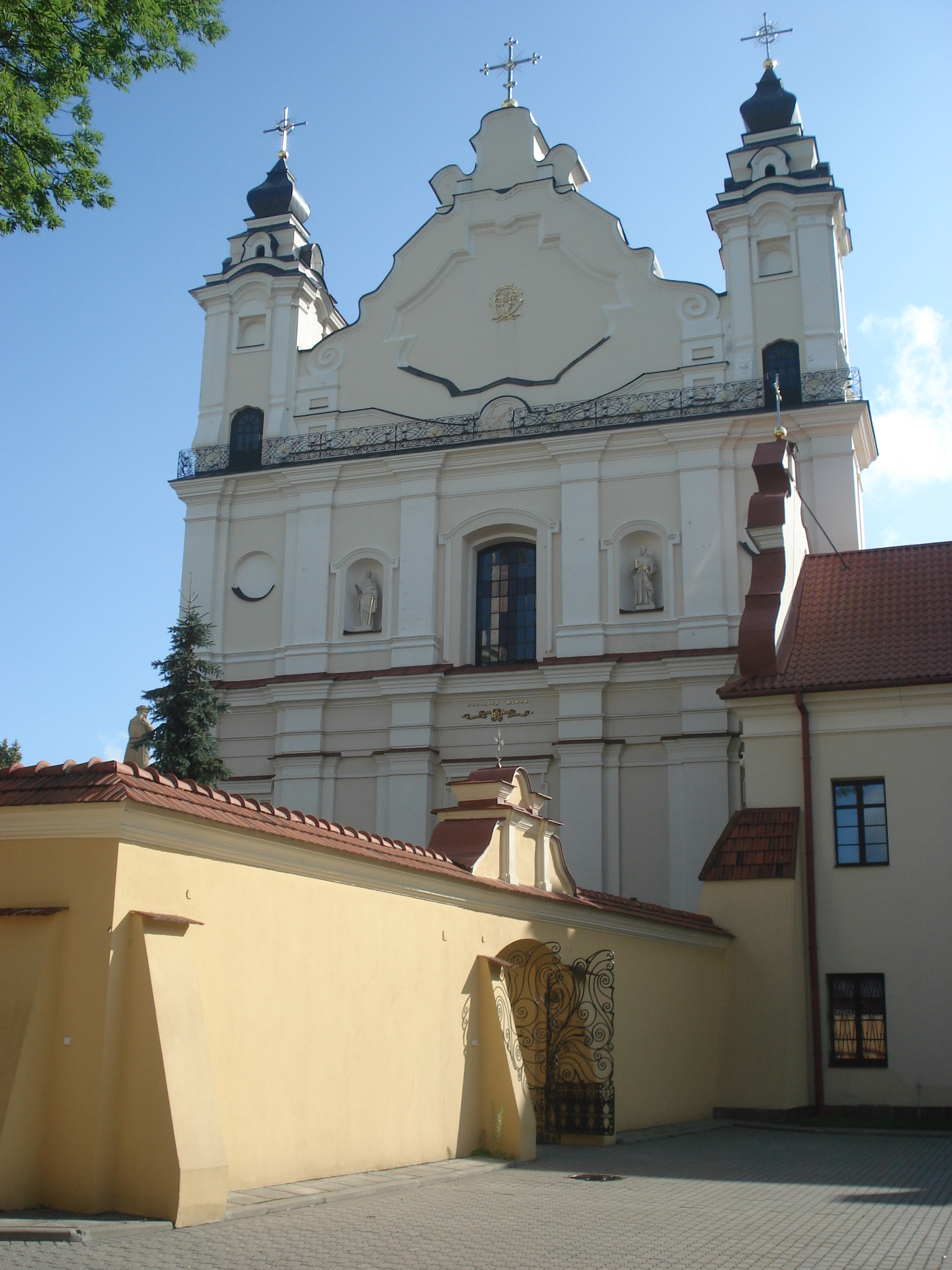
Костьол Успіння Пресвятої Діви Марії
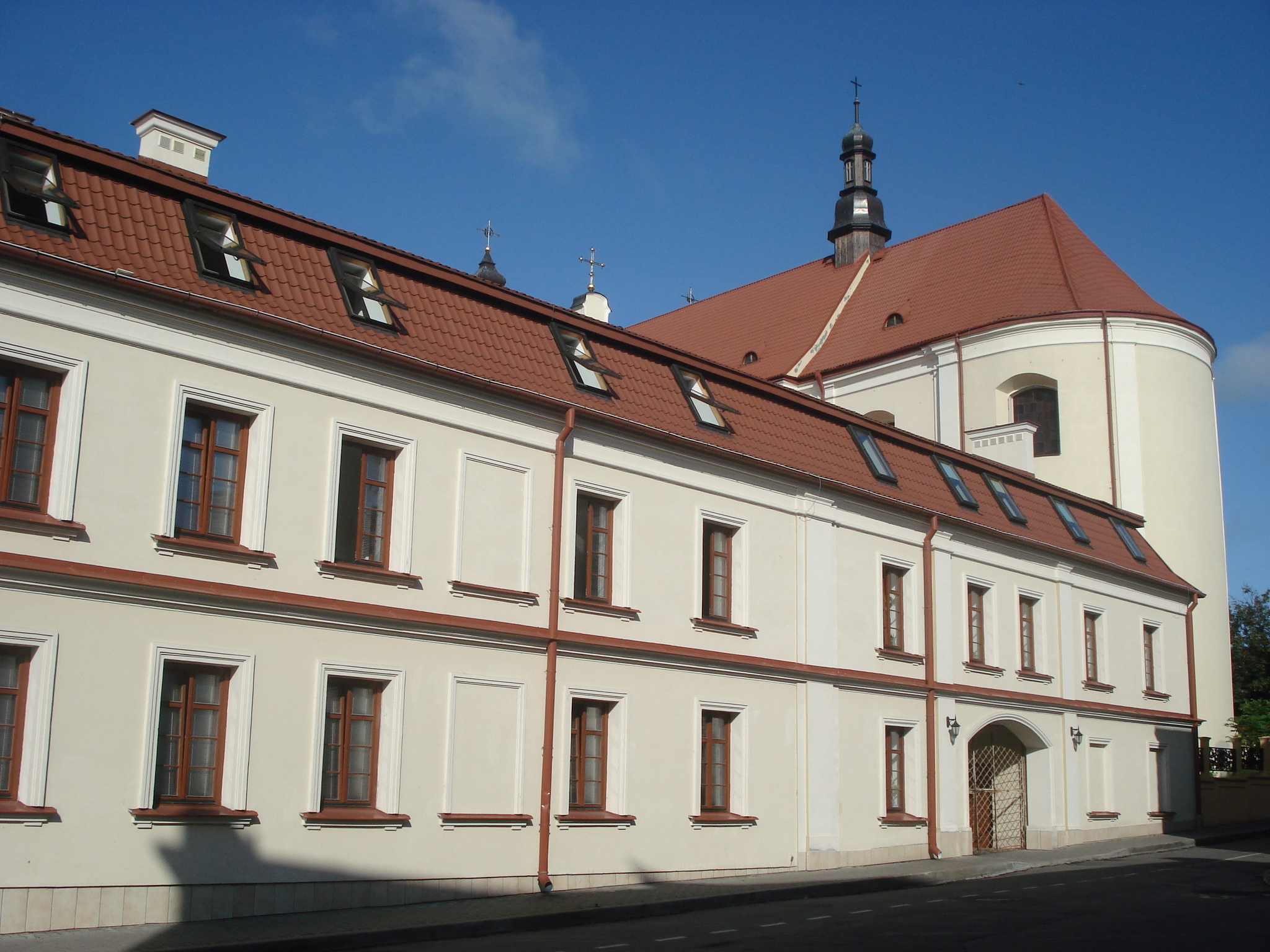
Вигляд костьолу з боку апсиди
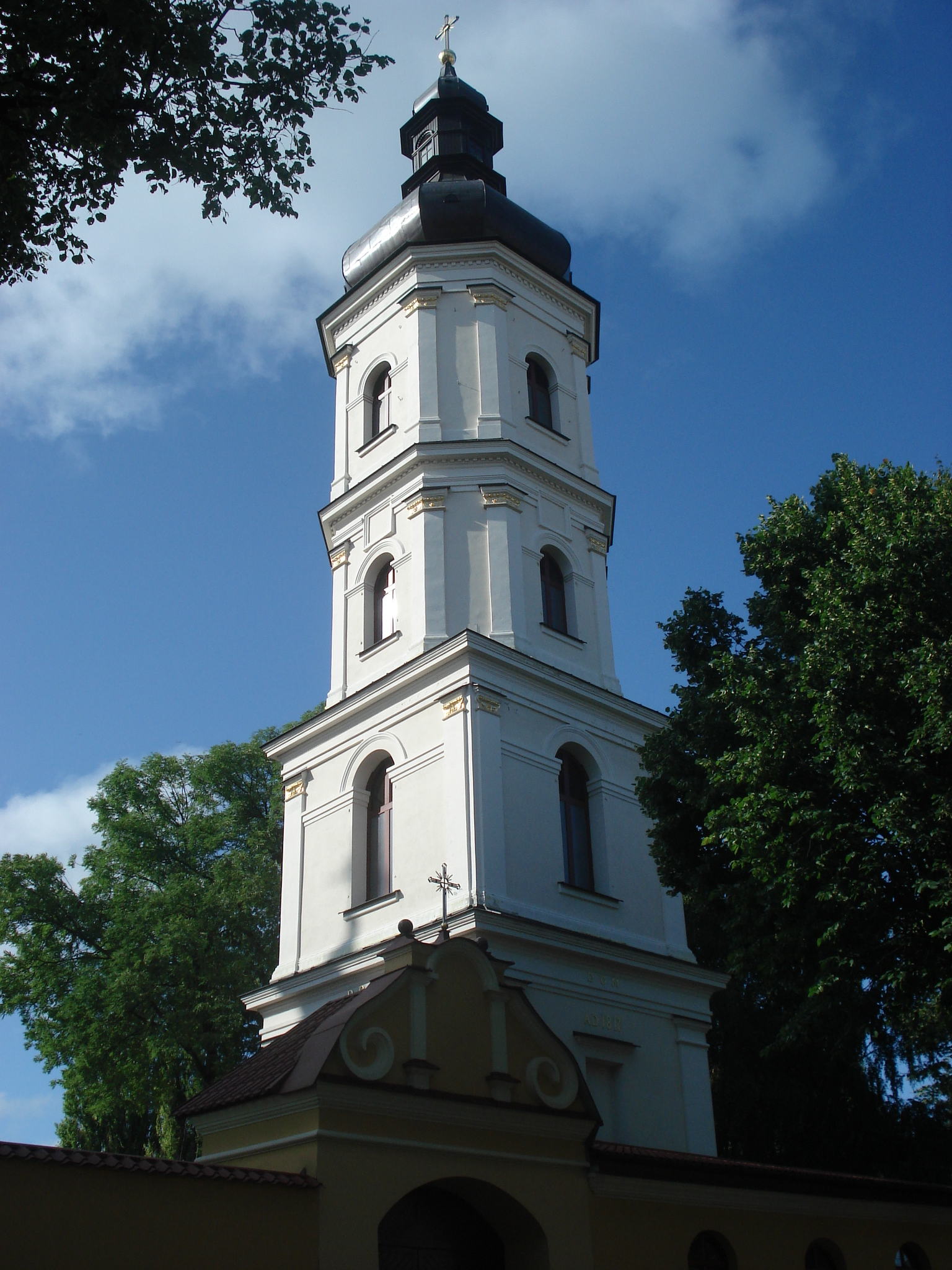
Вежа-дзвіниця
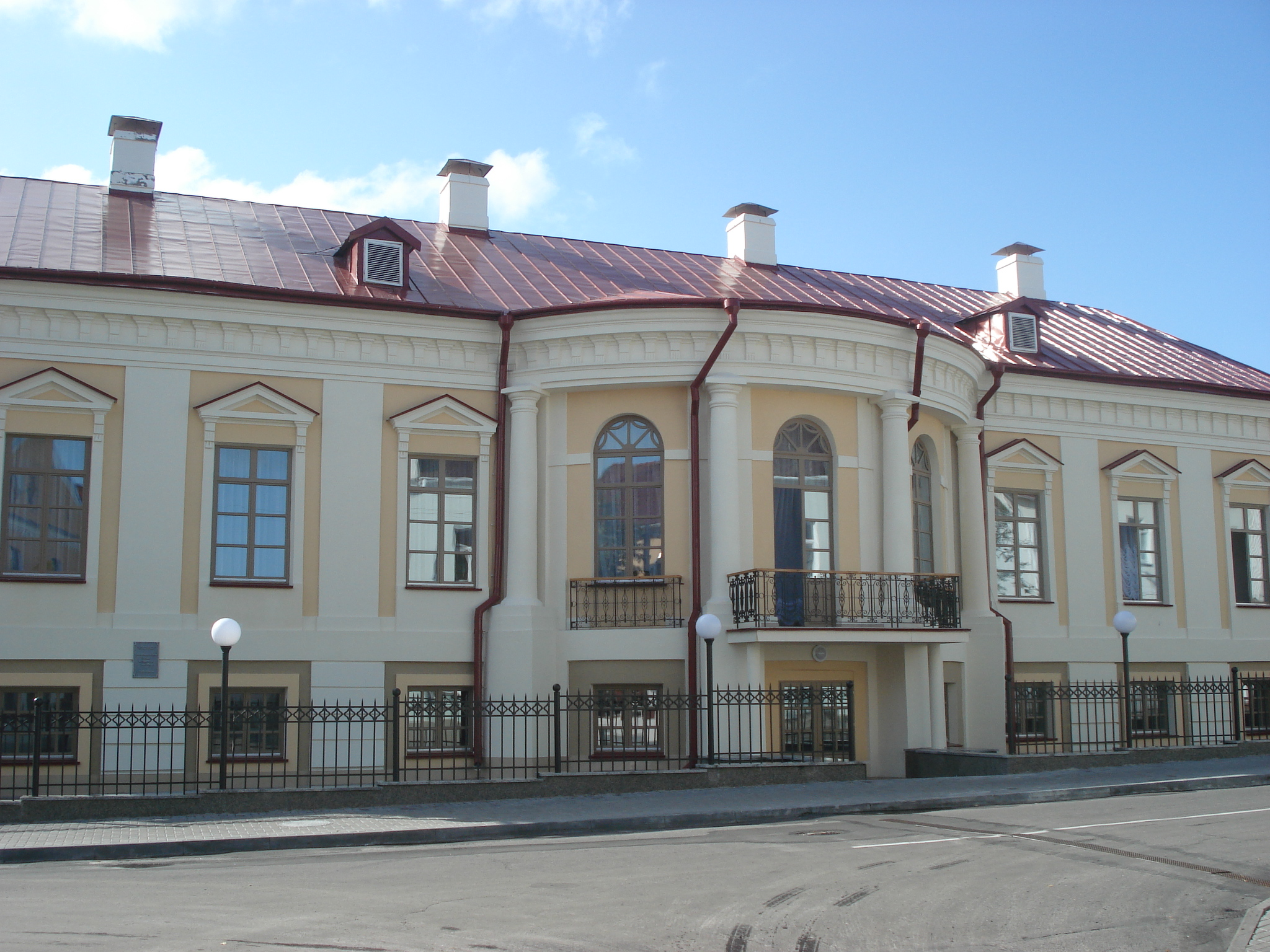
Палац Бутримовичів, вигляд з боку вулиці
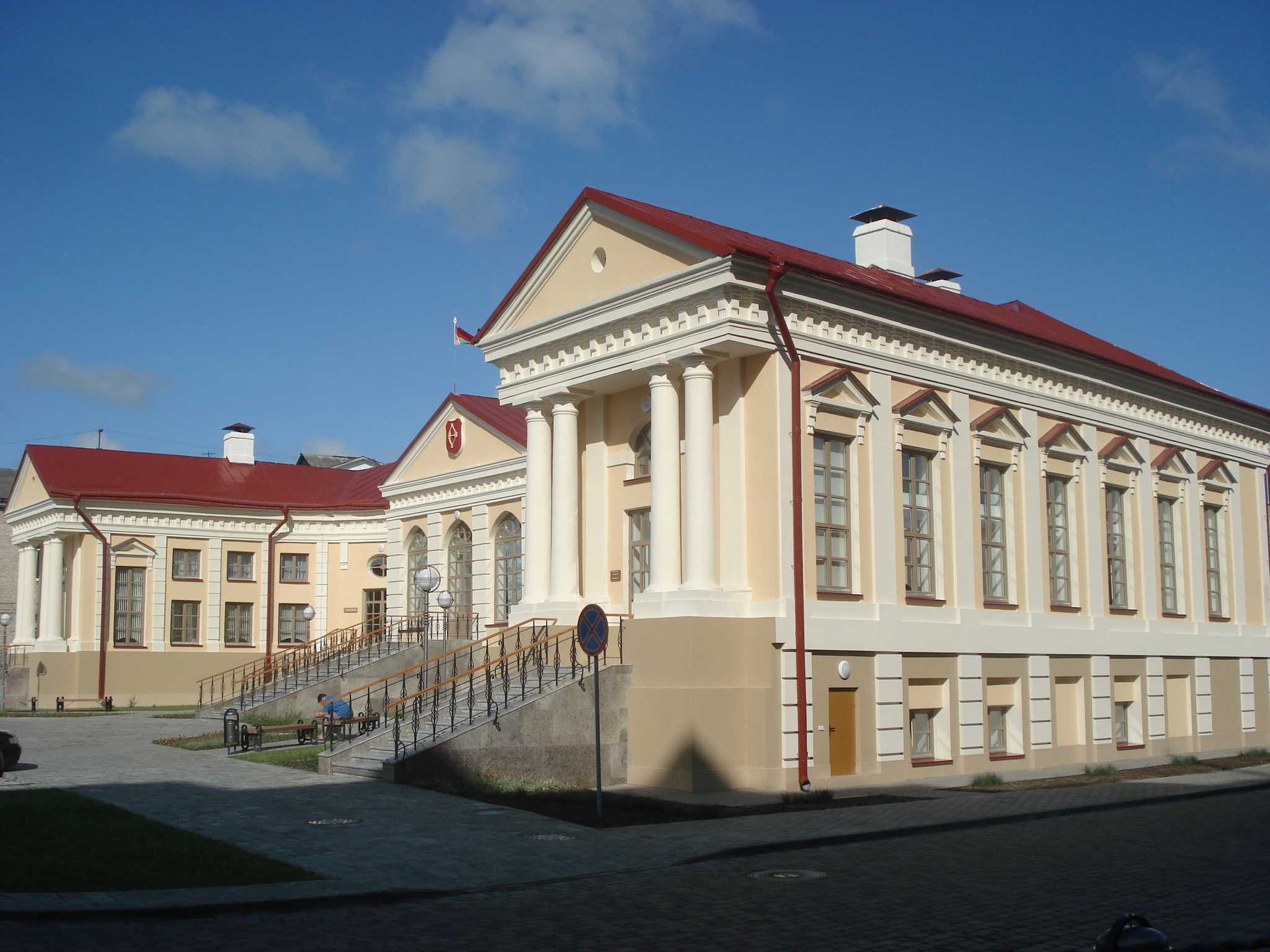
Палац Бутримовичів
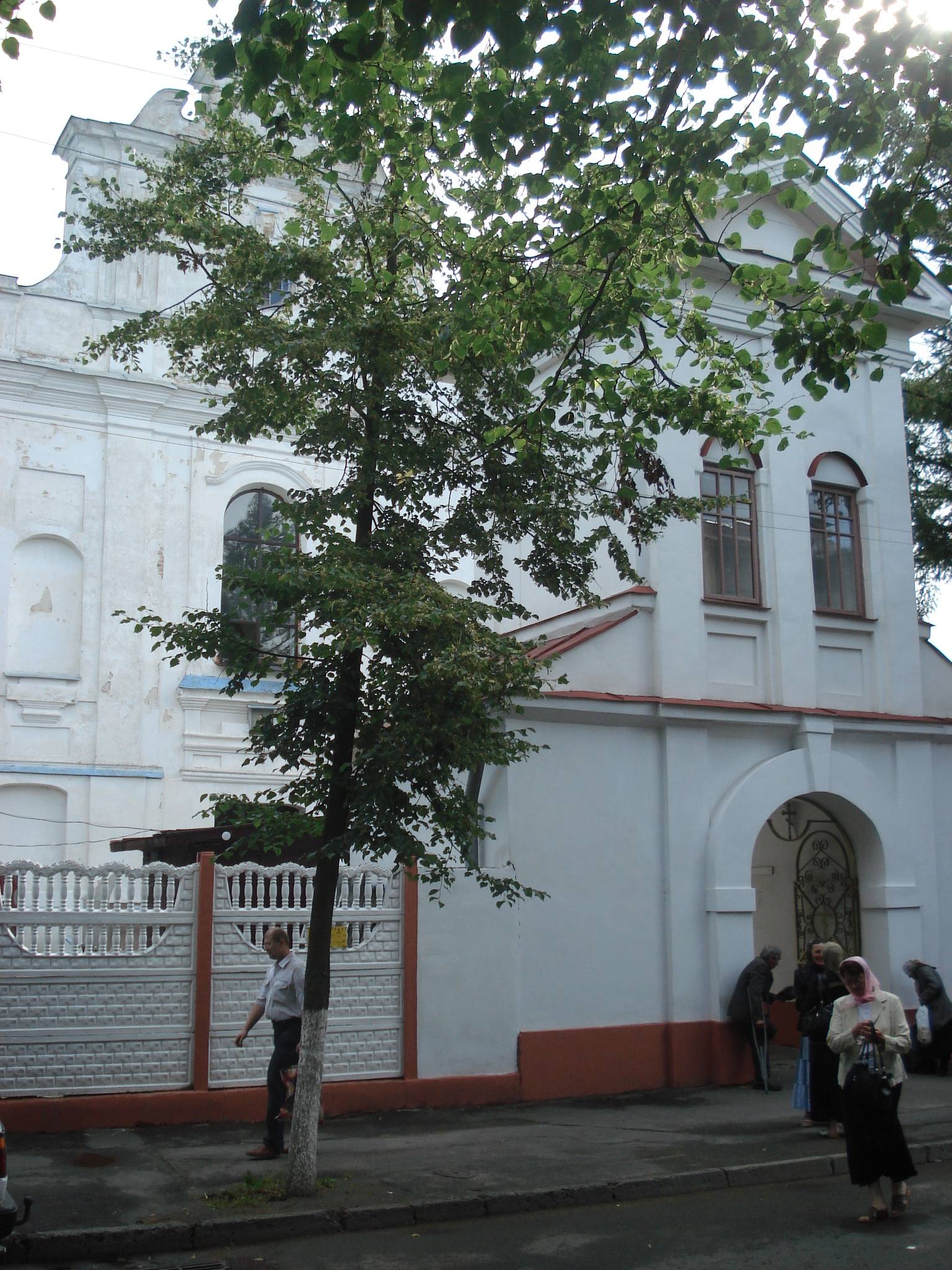
Колишній костьол бернардинів
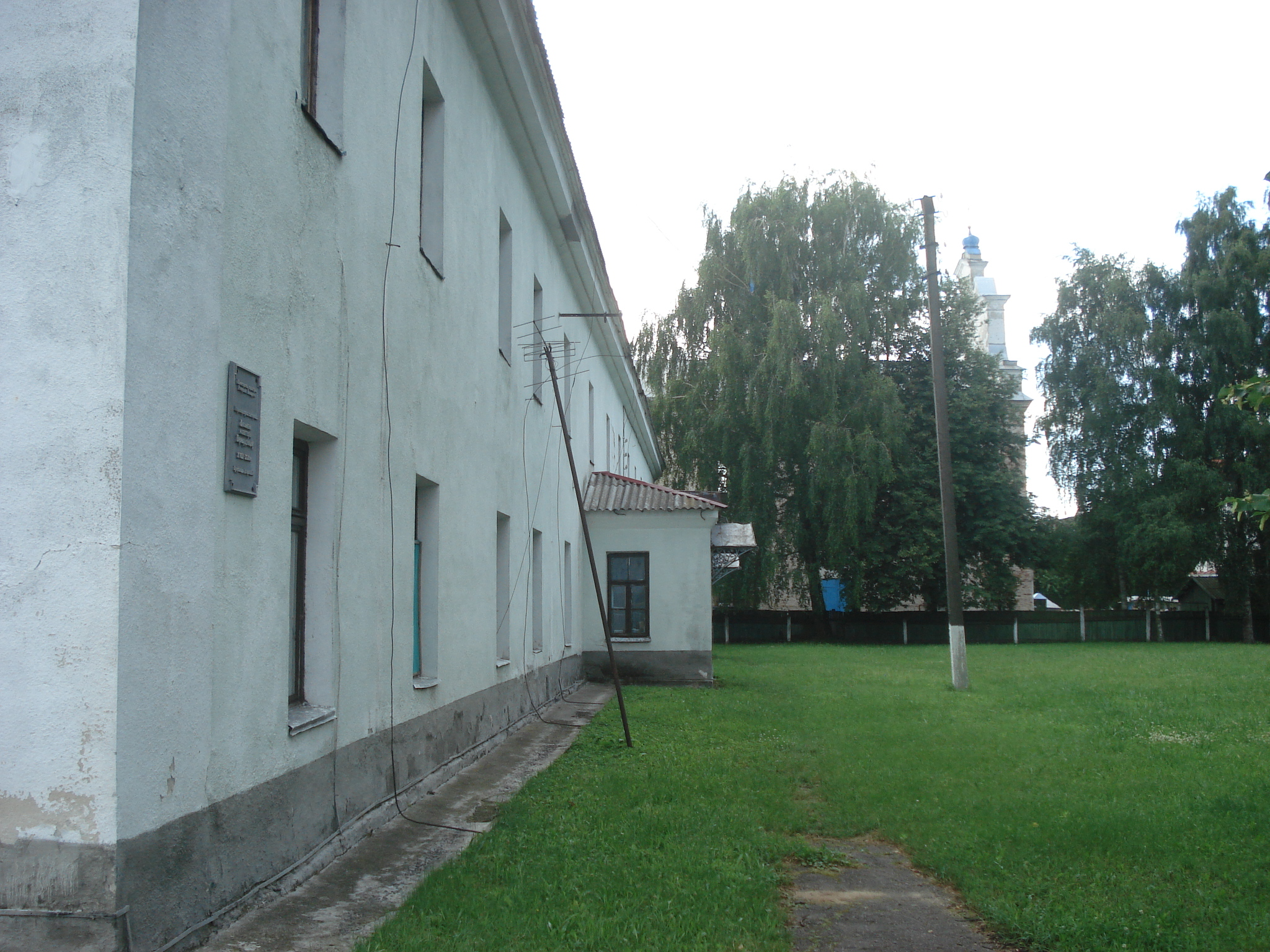
Кляштор бернардинів
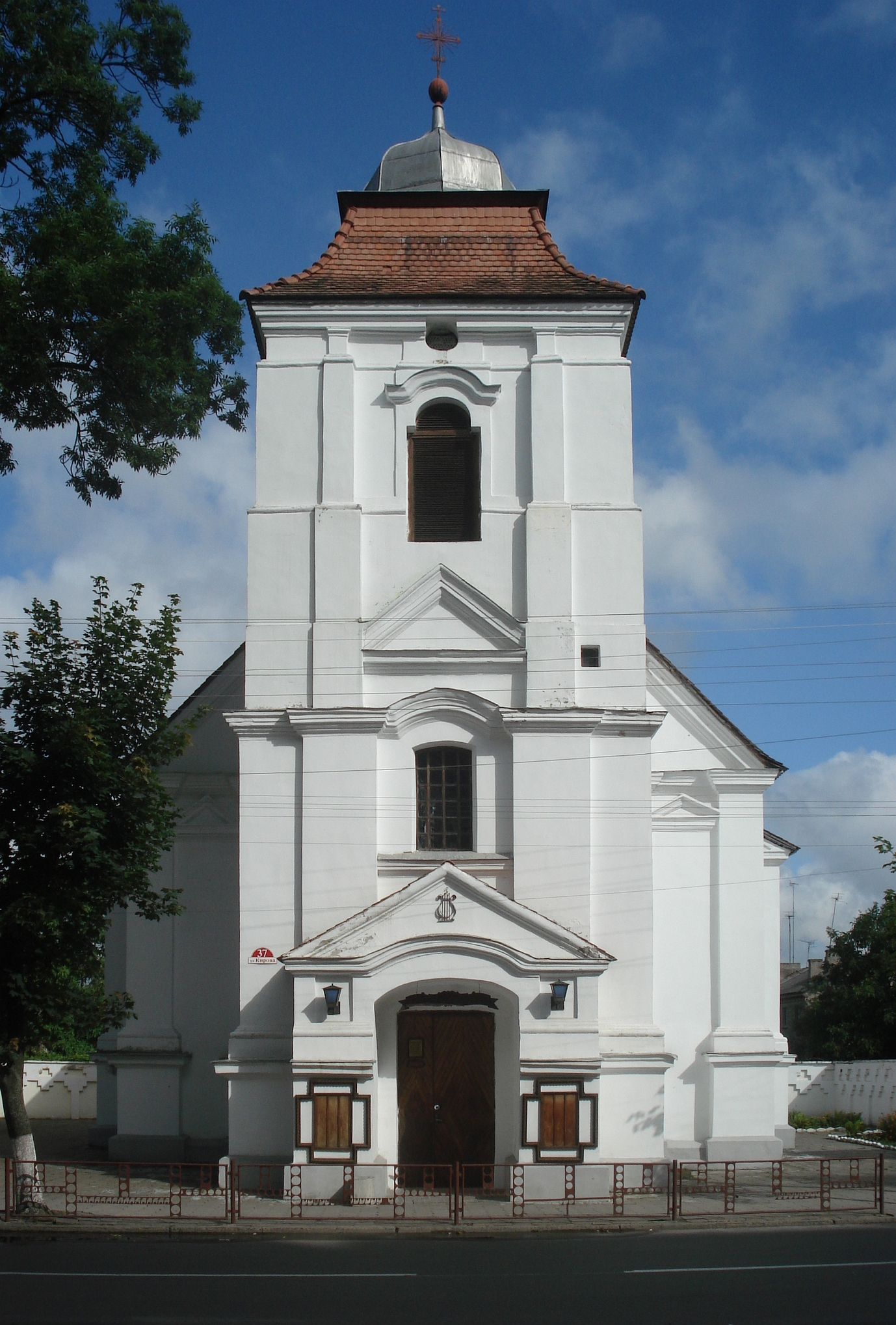
Костьол святого Карла Барамея
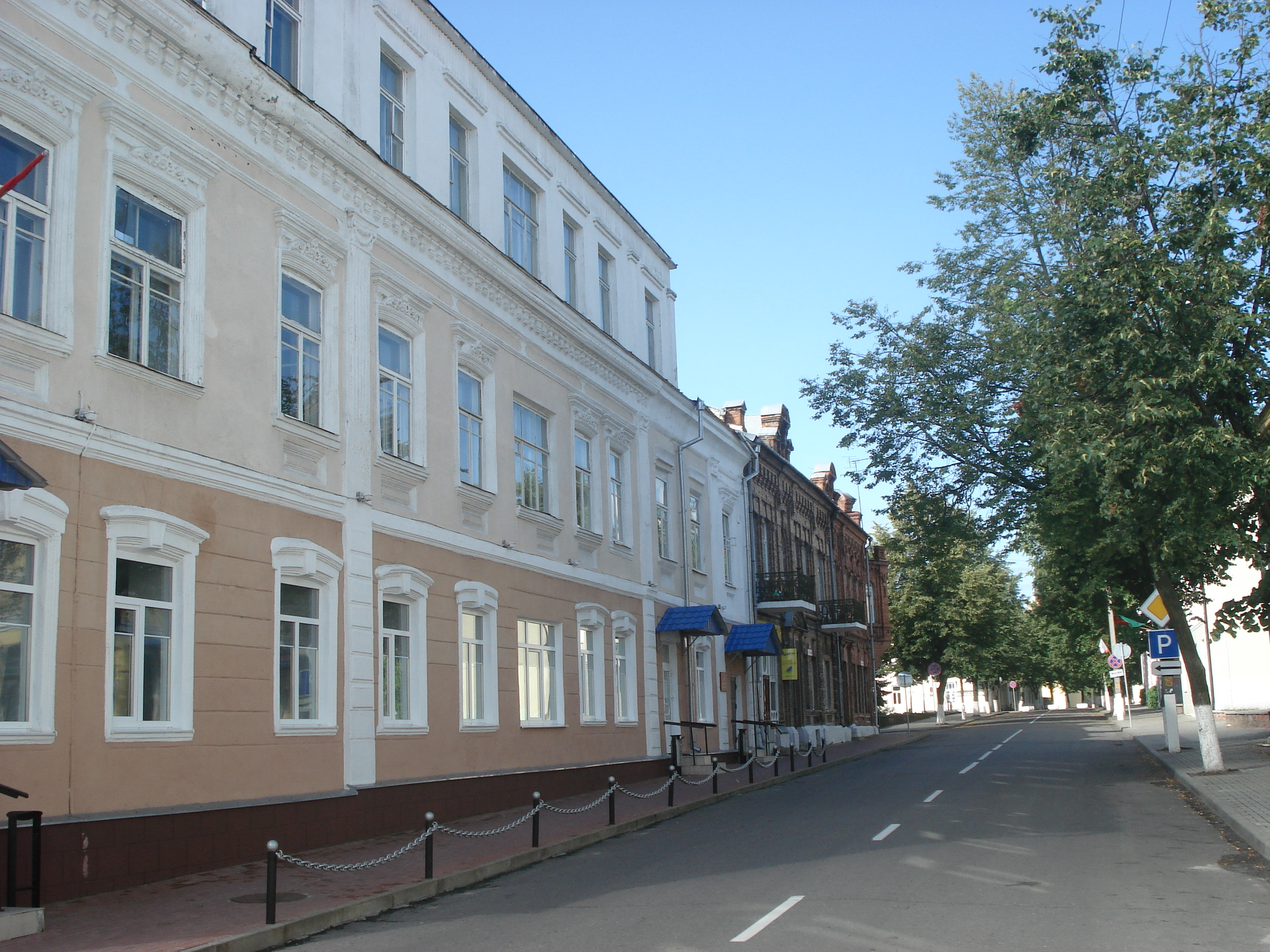
На колишній Великій Францисканській
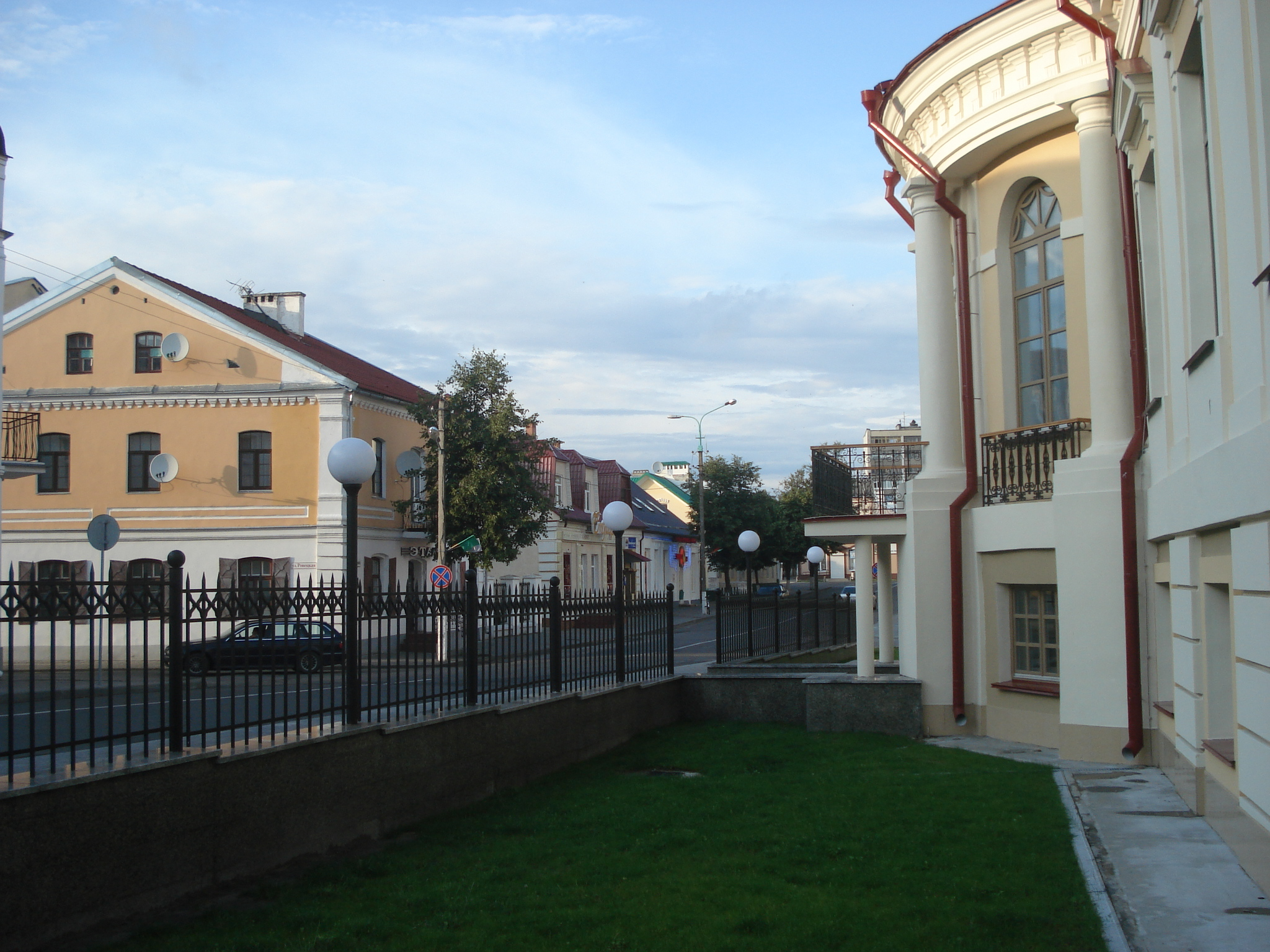
Велика Францисканська в бік передмістя Каролин
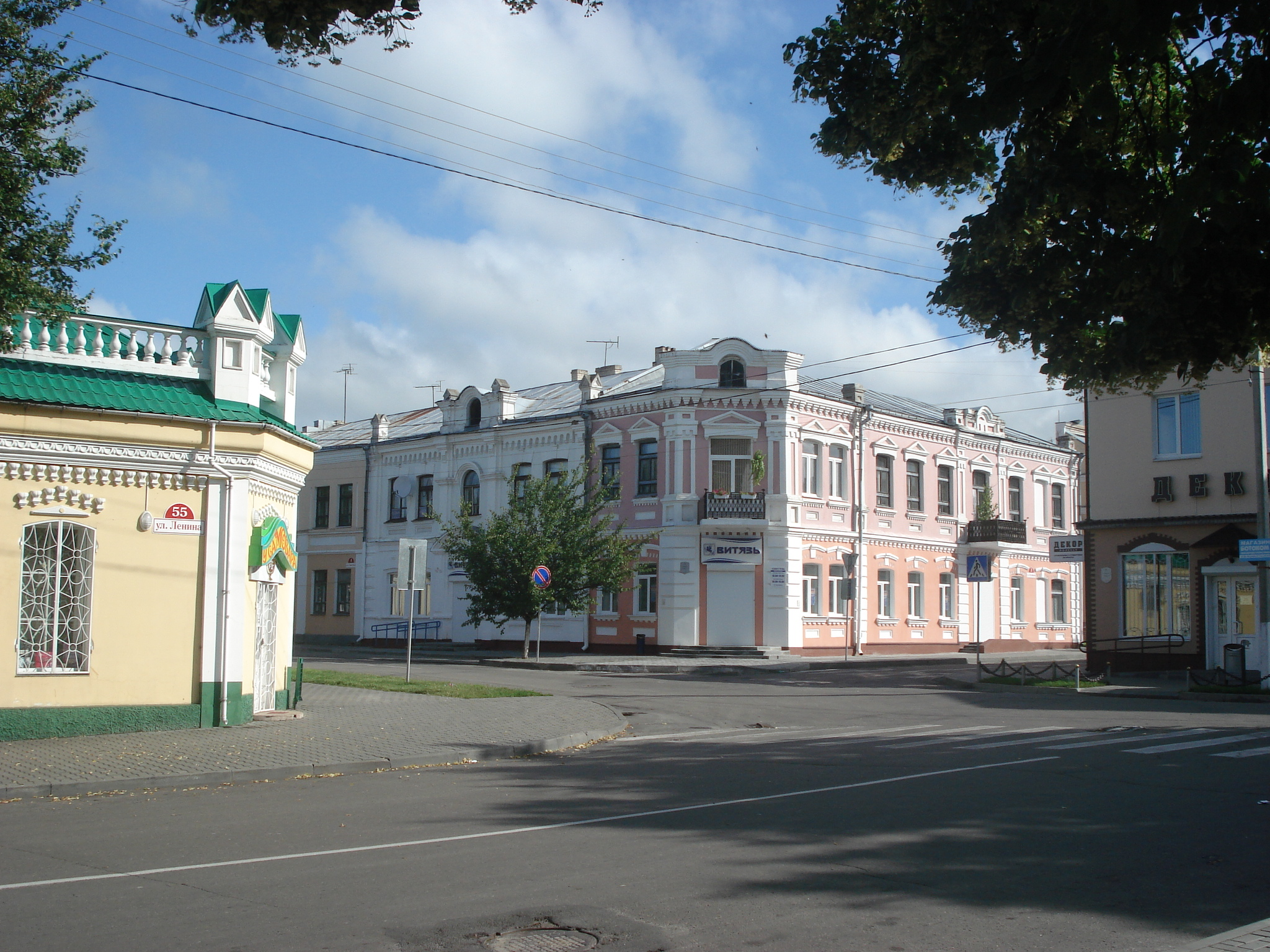
Передмістя Каролин
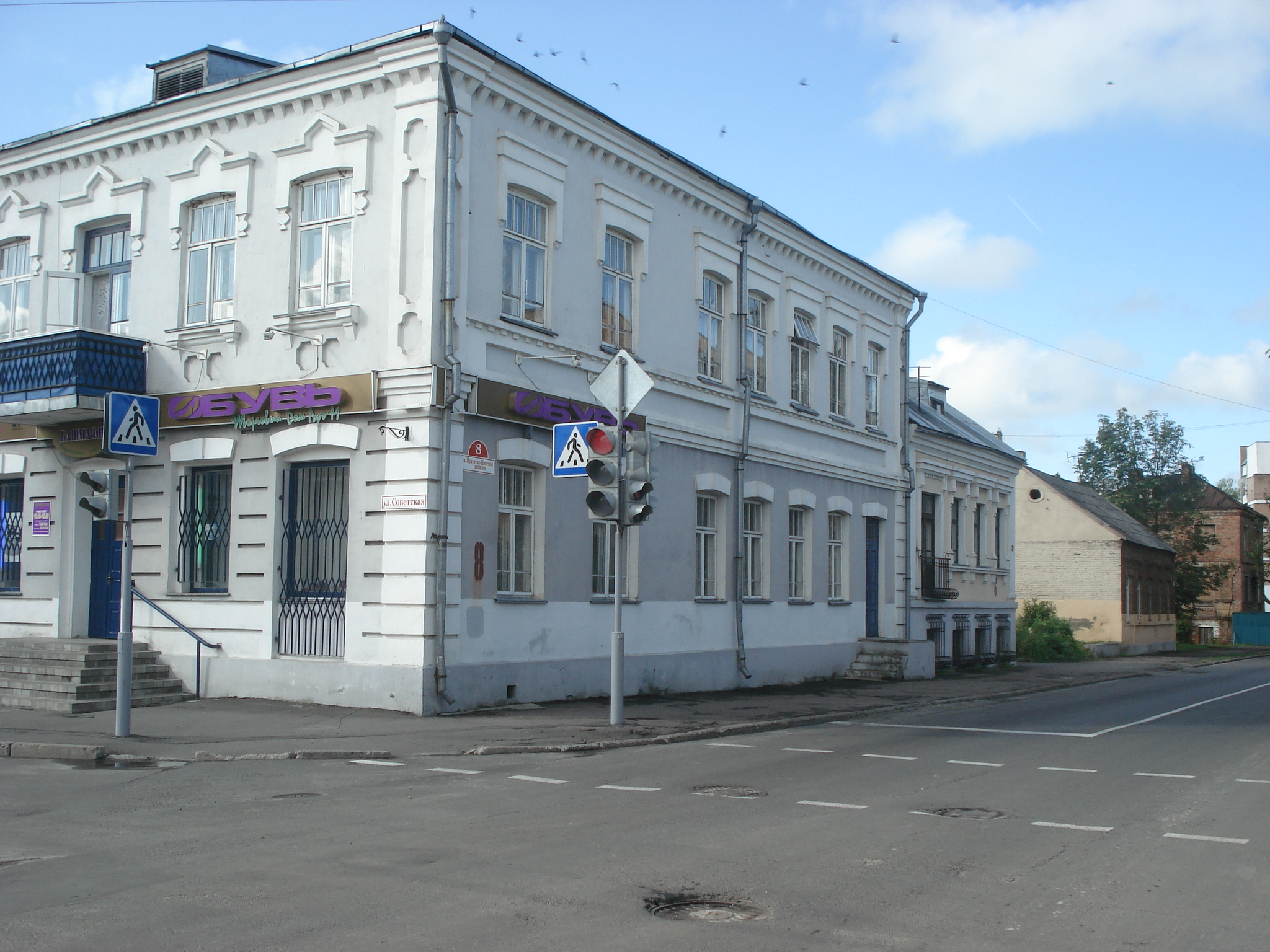
Старі Карлінські будинки

## Міста-друзі
- Альтена (Німеччина);
- Добрич (Болгарія);
- Ченстохова (Польща);
- Істра (Росія);
- Балахна (Росія);
- Таганрог (Росія).

## Відомі особистості
- Матей Бутримович (1745—1814) — староста Пінського повіту, меценат, фінансував будівництво Огінського каналу.
- Хаїм Вейцман (1874—1952) — науковець-хімік, один з лідерів сіоністського руху, 1-ий Президент Ізраїлю, закінчив Пінське реальне училище.
- Татьяна Вулластон — білоруський рефері зі снукеру.
- Іван Жолтовський (1867—1959) — білоруський радянський архітектор.
- Олександр Ільютович — командувач Мозирської флотилії Українського флоту.

Семен Кузнець (1901—1985) — виходець із Пінська, що до 1922 року був в Україні. Навчався у Харкові. 1971 року «за емпірично обґрунтоване тлумачення економічного зростання, що привело до нового, глибшого розуміння як економічної та соціальної структур, так і процесу розвитку» Саймону Кузнецю було присуджено Нобелівську премію з економіки.
- Андрій Кондратюк (нар. 1936) — польський режисер, сценарист і кінооператор.
- Ришард Капущинський (1932—2007) — всесвітньо відомий репортер та письменник.
- Олександр Качан (нар. 1971) — білоруський і російський кіносценарист.
- Якуб Колас (1882—1956) — білоруський громадський діяч, письменник, поет і перекладач. У 1912—1914 працював вчителем в 3-й приходській школі в Пінську.
- Ісак Лур'є (1890 — після 1933) — білоруський діяч єврейського роду.
- Антоні Машинський (1800—1893) — історик і письменник.
- Голда Меїр (1898—1978) — 4-й прем'єр-міністр Ізраїлю з 17 березня 1969 року по 1974 рік. Дитинство провела в Пінську.
- Адам Нарушевич (1733—1796) — історик, поет, громадський та релігійний діяч Речі Посполитої.
- Наполеон Орда (1807—1883) — білоруський художник і композитор.
- Хелена Скірмунт (1827—1874) — скульптор і художник.
- Ришард Тадей Стаховський (нар. 1937) — психолог, доктор гуманітарних наук, професор Університету імені Адама Міцкевича.
- Євген Шатохін (1947—2012) — білоруський художник.
- Аркін Юхим Аронович (1873—1948) — радянський лікар-психолог, педагог.
- Гвоздєв Євген Олександрович — російський мандрівник і мореплавець.